# Club Atlético Temperley
El Club Atlético Temperley es una institución deportiva de Argentina ubicada en la localidad de Turdera, en el distrito de Lomas de Zamora, provincia de Buenos Aires, fundada el 1 de noviembre de 1912. Actualmente participa en la Primera Nacional, segunda categoría del fútbol argentino. 
Se caracteriza por su proceso con la cantera de inferiores y jugadores juveniles. Podemos mencionar a jugadores tales como: Gabriel Hauche, Maximiliano Núñez (que debutó en el club), Pablo Campodónico, Mariano Campodónico, Mauro Navas, Julio Cruz (estos últimos 4 habían quedado libres debido a la quiebra en 1991), Mauro Cejas, Gastón Aguirre, Luis Eduardo López y Mariano Biondi, que fue pieza fundamental en los años 70 en la Segunda Categoría y luego en el ascenso a Primera en 1974; fue goleador en Temperley, y también se destacó en el Club Atlético Independiente, con una actuación fundamental para que el equipo consiguiera el título Nacional de la Primera División, aquel 25 de enero de 1978, contra el Club Atlético Talleres en Córdoba.
Es uno de los equipos más importantes del Ascenso por sus repetidos y largos pasos por la Primera División, consiguiendo victorias como un 0-3 a Boca Juniors en 1983, un 3-0 a Racing de local, un 1-0 a River Plate, el 1-2 a Independiente en Avellaneda, 3-1 a Vélez Sarsfield, y aquella sorprendente victoria 4-2 contra San Lorenzo de Almagro. Su principal actividad deportiva es el fútbol profesional, en la que fue campeón 2 veces. Su último título oficial lo consiguió en la temporada 1994/95 de la Primera C, rompiendo todas las marcas en venta de entradas para los partidos de esa divisional. Sin embargo, también se encuentra el Torneo de verano de 2018 "Copa Schneider", en el que le ganó la final 0-1 a Racing Club en Mar del Plata.
También se practican otros deportes como básquet, futsal, tenis, boxeo, balonmano, hockey, patín, vóley, judo, natación, taekwondo, Roller Derbi, atletismo y ajedrez. Entre estas actividades participan también los socios y demás contribuciones de los mismos para el crecimiento de la Infraestructura de las instalaciones, etcétera.
Su estadio de fútbol es el Alfredo Martín Beranger, uno de los más antiguos de la zona y de los primeros en Argentina en ser de hormigón, y uno de los primeros en ser bautizado con el nombre de un dirigente, también se lo conoce cómo "El Teatro de Turdera". Cuenta con una capacidad de 18 000 espectadores y cuenta con 23 cabinas de prensa. Se ubica en la Av. 9 de julio 360, en la localidad de Turdera, provincia de Buenos Aires.
Su barra más conocida lleva el nombre de "Inmortales", haciendo referencia a los momentos difíciles del club en los años 1990, cuando se produjo la quiebra y luego la resurrección de la institución.

## Historia

### Fundación y primeros años

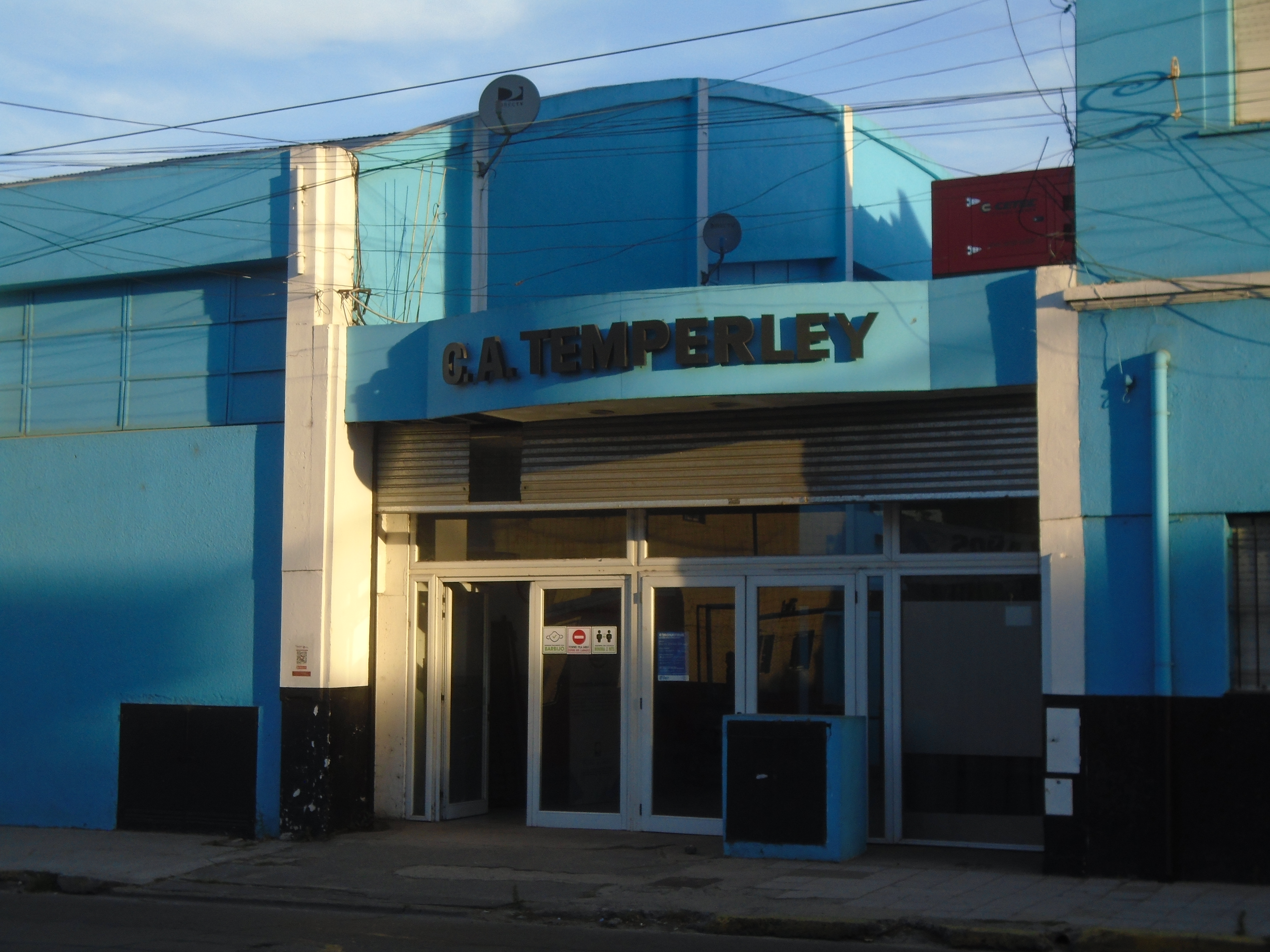
Entrada principal al Club Atlético Temperley por la Av. 9 de julio.

El Club Atlético Temperley es una institución centenaria de fútbol de la zona sur del Gran Buenos Aires. Nace en 1910 con el nombre de «Centenario Football Club - Temperley», en homenaje a la Revolución de Mayo. Entre 1909 y 1910 un grupo de comerciantes y vecinos se reunió en la zona de Temperley para jugar al fútbol y practicarlo en un terreno en el que se reunían para hablar de la institución, tal vez al influjo de los primeros ingleses que habían llegado al pueblo con el ferrocarril y ya lo practicaban. Varios fueron los campos de juego inicialmente utilizados. Uno de ellos estaba situado aproximadamente a 200 metros al sur del actual estadio del Club Atlético Temperley, en las tierras ubicadas sobre la calle 9 de julio, entre Dorrego y Brandsen, solar que desde principios de siglo era ocupado por un horno de ladrillos. Otro escenario fue el baldío comprendido entre las calles 25 de mayo, Brandsen, Pichincha y Suárez y también se jugaba en el delimitado por las calles Guido, Espora, Liniers y Avellaneda, más conocido como «Cochera Avellaneda». Aquellos equipos, formados por adolescentes de 13 a 16 años, jugaban bajo el nombre de Centenario, y en el primero de esos terrenos, lo hacían vistiendo una camisa celeste y blanca. Uno de esos grupos se organizó con visión de futuro y creció hasta constituirse en un club. Tan sencilla circunstancia constituyó el origen del Centenario Foot-Ball Club o Club de Foot-Ball Centenario, testimoniado por un viejo sello de goma, «Club de Foot-Ball Centenario - Temperley - Fundado en 1910», en homenaje a los 100 años de la gesta de mayo. Dos años más tarde, el grupo se transformó en club, concretándose su fundación definitiva el 1.º de noviembre de 1912. En una asamblea realizada en el viejo Colegio Arias, y así se crearía en aquel entonces el club Centenario. 
La primera acta que hay memoria para reflejar lo actuado por la comisión directiva, lleva fecha del 4 de febrero de 1916. La que se labró el 23 del mismo mes bajo el número tres, dice en uno de sus párrafos: «Quedó aprobado mandar una carta a la comisión directiva del club Villa Turdera, solicitando de nuevo el field». Se desprende entonces, que el primer campo de juego utilizado por «Centenario» para la práctica del fútbol, estuvo ubicado en un paraje de Villa Turdera. Fue sin duda, la primera gran conquista del animoso núcleo, que dejando de lado el potrero, cristalizó sus afanes de poder actuar en una cancha «verdadera». Casillas por vestuarios; sin tribunas porque falta no hacían, pero arcos y medidas reglamentarias que hicieron nacer en la conciencia de cada uno de los integrantes de «Centenario» la idea de poder actuar algún día frente a otros clubes que, por entonces, eran más poderosos y que luego, muchos de ellos, por diversas causas fueron sucumbiendo.
En 1917 se incorpora al club una figura decisiva en el desarrollo y en la consolidación de la institución, se trataba de Alfredo M. Beranger, hombre de carácter muy fuerte y de perfil siempre muy alto, el cual rápidamente se erige como líder y motor de la entidad. Beranger propone algo que a muchos inicialmente les pareció una locura: que Temperley se inscribiera en los torneos oficiales de football, es decir, en la entidad que en ese entonces regulaba y organizaba los torneos más importantes de Buenos Aires, nada más y nada menos que la Asociación Argentina de Football, antecesora de la actual AFA en las épocas del amateurismo. Del mismo modo en ese mismo año se adopta como divisa definitiva de la institución el color Celeste.
El Club Centenario obtiene secretaría propia. Funcionaba en la finca de la calle Vicente López 852, Temperley; la sede funcionaba sin horario, como una prolongación de las frecuentes tertulias en las que se eslabonaban distintas iniciativas mirando hacia lo lejos.
Y estos contactos se hacían más seguidos aún, cuando se estaban en los pasos previos a la inauguración oficial de la cancha de Villa Turdera, feliz acontecimiento registrado en marzo de 1917, mes propicio para la vida del club, por cuanto además se procedió a la adquisición de una bandera celeste, que sería la divisa oficial y definitiva que utilizarían todos los representantes de la entidad, en cuanta competición deportiva se realizase.

### Afiliación a la Asociación Argentina de Foot-ball y Ascenso 1919
El Club Atlético Centenario se afilia a la Asociación Argentina de Foot-ball e inscribe 3 equipos, el principal en condiciones de ascender y descender, en la Segunda División (3.ª categoría) y uno en Tercera División (cuarta categoría) Centenario IIII y el último en Cuarta División (5.ª categoría) Centenario IV. Cabe destacar que desde Segunda División para abajo el 95% de los equipos son equipos menores de la Tercera Categoría hasta la Primera División. Centenario intervino entonces en la Zona Sur sección B de Segunda División (tercera categoría) y su debut de produjo el 27 de abril de visitante ante Dock Sud donde cayó derrotado. También perdió los siguientes 4 encuentros para luego enderezar el rumbo y ganar 8 partidos, empatar 4 y perder 1.
Finalmente Centenario terminó en el cuarto lugar, jugó 18 encuentros, cosechó 20 puntos, ganó 8, empató 4 y perdió 6. El Porvenir fue el primero en la zona y más tarde logró el ascenso. Pero el 31 de agosto mientras se desarrollaba el campeonato de Primera División 13 clubes se desafiliaron y fundaron la Asociación Amateurs de Football. El campeonato de primera se suspendió y se anularon todos sus resultados y comenzó otro con los clubes que no se desafiliaron.
Como para 1920 serían muy pocos en Primera División, la Asociación Argentina de Football "ascendió" a 7 equipos a Primera por lo tanto por decantación, se ascendieron más equipos de Segunda División a Intermedia (segunda categoría), por lo que Adrogué (segundo); Argentino de Banfield (tercero) y Centenario (cuarto) por la Zona Sur sección B ascendieron por reestructuración producida por la escisión. El Porvenir (primero) en la zona ascendió en el torneo reducido donde jugaban los ganadores de las zonas siendo el campeón de Segunda División. Compartieron la Zona Sur sección B con Centenario además de los antes mencionados: Nacional, Dock Sud, Chacabuco, Honor y Patria, Talleres United A, Talleres United B (ambos actual Talleres de Remedios de Escalada) y Sportivo Suizo, este último también promovido a División Intermedia. También participó de la Copa Competencia de Segunda División donde eliminó a Lanús III, Del Plata y Gimnasia y Esgrima de Buenos Aires, llegando a la final con Argentino de Banfield cayendo derrotado el Celeste 1-4 en la cancha de Eureka de Floresta. 
Fue el último día del año 1919, en que se hizo el primer intento de concretar un anhelo que se venía acariciando desde hacía largo tiempo: Poseer un campo propio y exclusivo, para la práctica del fútbol y el anexo de otras labores deportivas. También significó la primera contrariedad, dado que en la imaginación de cada uno se había vislumbrado la posibilidad de conseguir la posesión a préstamo del solar situado en la Calle 9 de Julio, entre Dorrego y Brandsen (sitio donde actualmente funcionan todas las instalaciones del Club Temperley) de propiedad de la empresa Ferrocarril del Sud. El gerente de la misma, respondiendo a una nota, manifestó la imposibilidad de acceder a tal petición, con lo cual momentáneamente se dejó de pensar en esa perspectiva.
En 1921 y tras un proceso largo, el club cambia su denominación por la actual y alquila el terreno donde hoy tiene su sede el ferrocarril. Se firma el contrato por una cuota de arrendamiento fijada en la cantidad de veinte pesos mensuales. El Club Atlético Temperley, si bien era una institución reconocida, no poseía empero el instrumento que le diese fuerza legal para poder garantizar la transacción de arrendamiento que acababa de realizar. Esta eventualidad movió a su presidente, don Alfredo M. Beranger, para prestar su solvencia moral y material, para obtener los terrenos del Ferrocarril Sud el 22 de enero de 1922.

## Presidentes
| Presidentes |
| |
| - 1914-1915: Aníbal Locatti - 1916: Américo Gentilini y Guillermo Iribarne - 1917: José María Roncoroni y Guillermo Iribarne - 1918: Guillermo Iribarne - 1919-1922: Alfredo M. Beranger - 1923: Emilio D’Onofrio - 1924-1925: Juan A. Müller - 1926: Alberto Strianese - 1927: Enrique Gilardoni - 1928: Juan A. Müller - 1929-1931: Pascual M. Roncoroni - 1932: Alejandro Tagliani - 1933: Alberto Strianese - 1934: Dalmiro N. Corne - 1935-1941: Juan A. Müller - 1942-1943: Juan Alberto Balbo - 1944-1945: Enrique Gilardoni - 1946-1947: José Williams - 1948-1949: Eduardo Rodríguez - 1950: José Williams y Enrique Gilardoni - 1950: Juan Alberto Balbo y Gregorio Martínez - 1950-1951: Juan Alberto Balbo y José Rico - 1952-1953: José Rico y Alfredo Verdini - 1953-1957:Alfredo Verdini y Jorge Asp - 1958-1959: Benito G. Rodríguez y Armando Catoggio - 1960-1961: Armando Catoggio y Alberto Longhini - 1962-1963: Firmo J. Arregui - 1964-1971: Eduardo Torres - 1972-1973: Roberto J. Hofer - 1974-1977: José Colón Fernández - 1978-1981: Alfredo Camarlinghi - 1982-1983: Roberto J. Hofer - 1983: Antonio Morrone - 1984-1985: Jorge Desimone - 1985-1986: José Gagliardi y Norberto Ferreyra - 1987-1988: Luis A. Scapellatto y Oscar E. Garrafa - 1989-1990: Ricardo Sólimo - 1991-1994: El club estuvo en gestión judicial - 1995-1997: Edith Pecorelli - 1998-1999: Jorge Calcagno - 1999: Luis A. Calviño - 2000-2002: Oscar Enríquez y Norberto Belloc - 2002-2004: Ubaldo Raúl Silva y Luis María Rodríguez - 2004-2006: Jorge Adrián Colas - 2006-2010: Marcelo Mozo y Gustavo Cacace - 2010-2012: Mauro Morrone y Daniel Gerez - 2012-2016: Hernan Lewin y Alberto Lecchi - 2016-2017: Alberto Lecchi - 2017-2024: Martín Vila - 2024-presente: Alberto Lecchi y Jorge Rodríguez Turdo |
| |

### Comisión directiva
| Comisión Directiva 2016-2018 |
| |
| - Presidente: VILA, Martín Miguel - Vicepresidente 1°: GIANTURCO, Sergio Ariel - Vicepresidente 2°: MOLEA, Diego - Vicepresidente 3°: TOMASONE, Adrián - Secretario: RODRÍGUEZ, Jorge Nahuel - Prosecretario Administrativo:: MARTÍNEZ, Jonatan Ezequiel - Prosecretario Legal:: FERNÁNDEZ, Marcelo Alberto - Secretaría de Actas: FERNÁNDEZ, José Óscar - Tesorero:: PÉREZ, Norberto Mario - Protesorero:: MONTAG, Federico - Vocales titulares: ALCOBRE Marcelo, ROMAY Emilce, ROCHA Germán, LALANNE Fernando Martín, CALZÓN Martín - Vocales suplentes: CIRINO Nicolás, MACKAY Matías, SOLDERA Juan Hernán, VARELA GADALETA Sebastián, ADDATTI Guillermina - Comisión Fiscalizadora Titulares: PIÑEIRO Pablo, DUBILET Julián, VALDEZ Ramiro - Comisión Fiscalizadora Suplentes: HEREDIA Carlos Emiliano, RÍOS Claudio Alejandro - Asamblea de Representantes Titulares: RODRÍGUEZ Jorge, CESARIO Matías Sebastián, APARICIO José Darío, TOVANI Enrique R., POURRAIN Emilio, ABUIN Carlos Alberto, FERNÁNDEZ Carlos Eduardo, RANIERI Daniel, ALLENDE Candela, DÍAZ Alejandro Damián, DE ROSE Néstor, HETMAN Hernán - Asamblea de Representantes Suplentes: FERNÁNDEZ María Eugenia, FARIÑA Andrés, RAUSCH María Celeste, NUÑEZ Cristian, ALMADA Rubén, GONZÁLEZ Leandro |

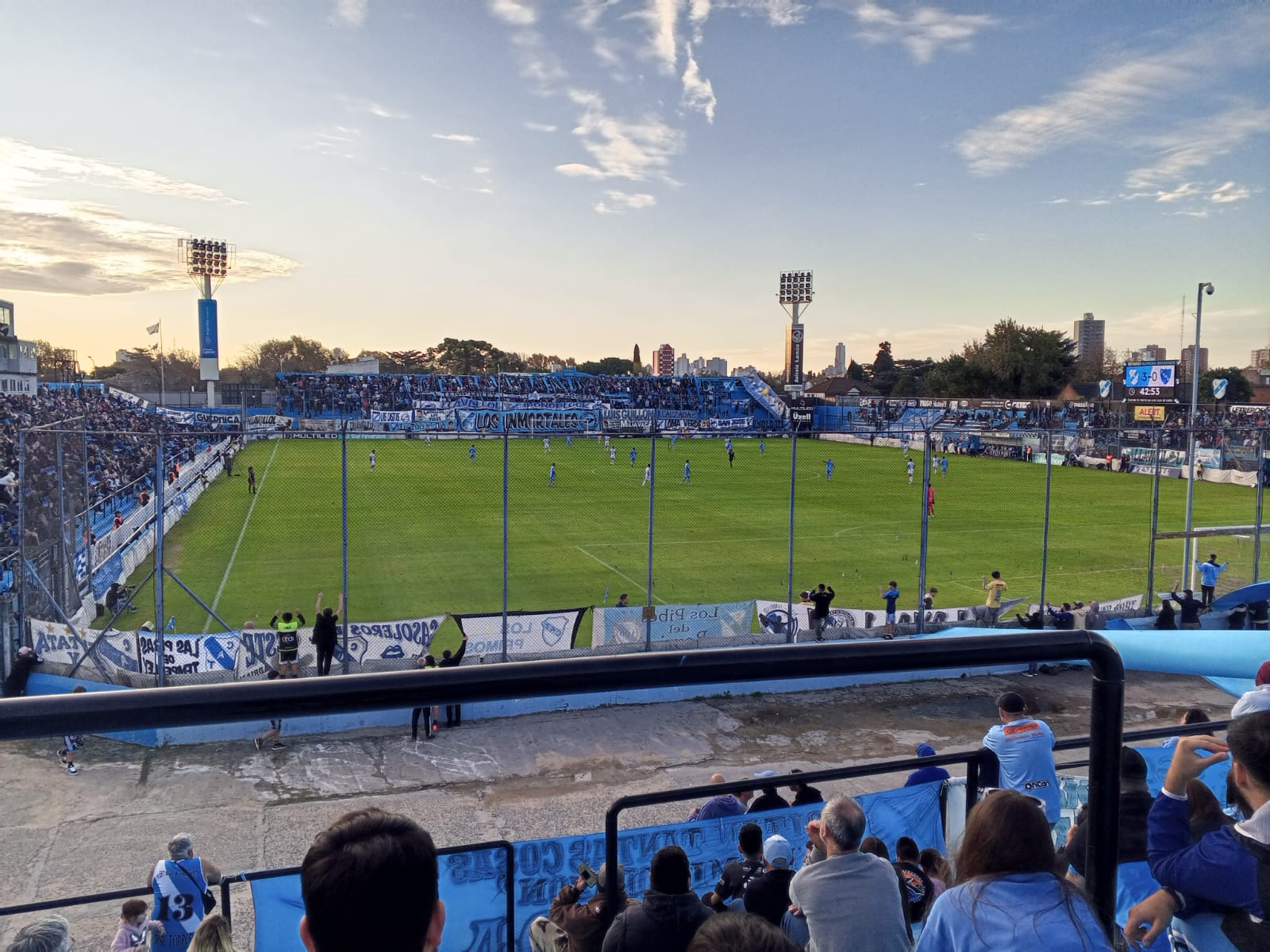
Estadio Alfredo Martín Beranger.

| |

## Infraestructura

### Estadio Alfredo Martín Beranger
El estadio de Temperley es conocido con el nombre de quién fuera presidente de la institución en los años 20, Alfredo Martín Beranger. En honor al presidente de aquella época, quien fue asesinado brutalmente, se le dio nombre al actual estadio del club. Es uno de los estadios más antiguos de la zona y uno de los primeros en ser bautizado con el nombre de un dirigente. También es conocido como El Teatro de Turdera.
La inauguración del emblemático Alfredo Martín Beranger fue un 13 de abril de 1924 en un partido en el cual se enfrentaron Temperley, por aquel entonces llamado Centenario Football Club, y Dock Sud, en el cual se impuso el conjunto de Turdera por dos tantos contra uno. Centenario Football Club tuvo sus anteriores campos de juego en la zona de Turdera, en el barrio conocido como Campo Huergo, ubicado cerca del actual anexo del Hospital Español.
A lo largo de su historia tuvo diferentes modificaciones como la construcción de sus tribunas de cemento reemplazando las de tablones de madera. La platea fue construida en la década del 60; la parte central de la cabecera local “José Colón Fernández” en la década del 40, y luego ampliada en los 70; y la tribuna visitante, conocida como “La barredora”, en los años 50.
En los 80, se amplió la cabecera sur previo a su participación en los torneos de Primera División. También formaba parte de esta, una tribuna de madera que era ocupada por las parcialidades visitantes. En el año 2005, inauguró su sistema lumínico en un partido frente a la reserva del Club Atlético River Plate, en el cual ganó Temperley por dos tantos contra uno. En el año 2012, se produjo la última remodelación de la platea: se cambiaron las viejas butacas de maderas y se colocaron, en su lugar, 1800 butacas de plástico. En el año 2015 se remodelaron las cabinas de prensa, aumentándolos a 24, para afrontar la temporada en Primera División. A fines del mismo año, se desmanteló la Tribuna "Pepe" Biondi para inaugurar una nueva en 2016 con capacidad para 7000 personas. La entrada al estadio fue pintada y remodelada, y por último se remodeló la iluminación, mejorando la visión en los partidos nocturnos. Actualmente el estadio tiene una capacidad de 26.000 espectadores y cuenta con 23 cabinas de prensa.

## Historia deportiva

### El primer ascenso a Primera División 1922
Para el campeonato de Intermedia 1922 (la segunda categoría) de la Asociación Argentina de Football, la entidad rectora dispuso la división geográfica del torneo en tres zonas: Norte, Sur y Oeste, más una zona donde jugarían las reservas, o sea, los equipos "B" de los participantes de la Primera División llamada zona "Extra". Los ganadores de las tres zonas geográficas que eran los que estaban en condición de ascender jugarían un torneo donde por sorteo uno sería favorecido a entrar en una "semifinal" y con un solo encuentro podría ser el campeón y llegar a la máxima categoría, es decir, no sería un triangular todos contra todos. Luego el ganador que sería el campeón, ascendería a primera división y jugaría con el ganador de la Zona Extra de las reservas de los equipos de Primera para la disputa de la Copa Campeonato de Intermedia. All Boys ganó la zona oeste, Villa Urquiza la zona norte, y Temperley en la mejor campaña de su historia ganó los 14 partidos que disputó (13 en la cancha y uno porque su rival no se presentó) ganó la zona sur. Boca Juniors "B" ganó la zona extra. Temperley compartió la zona Sur con: Wilde (5-1 venció en ambos partidos, de local en la primera fecha), Argentino de Banfield (2-0 y  3-0); Adrogué (ambos 2-1), Argentino de Quilmes (2-0 y 2-1), Chacabuco de Avellaneda (3-0 y 4-0); Sportivo Avellaneda (4-0 y Temperley ganó los puntos porque no se presentó) en la victoria 4-0 Sp. Avellaneda hizo de local en cancha de Villa Turdera y Nacional (4-0 y 3-2). Los partidos de local se jugaron en la cancha del Club Villa Turdera, que participaba en la Liga Lomense La etapa regular terminó el 5 de noviembre y antes de comenzar con el "reducido" por el ascenso el 7 de diciembre el consejo superior resolvió que los ganadores de las zonas geográficas asciendan y solo se jugase el "reducido" por el título de campeón y luego la copa campeonato con el ganador de la zona extra. Y así mitad deportivamente (ganó la zona sur) mitad administrativamente, Temperley ascendió por primera vez a la Primera División. En el sorteo por la semifinal tocó el ganador del norte contra el de la zona sur, es así que en enero de 1923 en cancha de Boca Juniors se midieron Villa Urquiza y Temperley con victoria de los capitalinos por 1-0. En el minuto 90 Natalio Perinetti anotó el gol del empate el árbitro anuló la conquista aduciendo que ya había finalizado el partido en ese preciso momento. Hubo serios desmanes entre los simpatizantes de ambos cuadros. La final la jugaron Villa Urquiza y All Boys (el favorecido) donde tuvieron que jugar tres partidos donde finalmente All Boys fue el ganador del reducido. Luego disputaron la Copa Campeonato de Intermedia 1922, Boca Juniors B y All Boys, cuyo ganador fue el reservista boquense en una final que se tubo que jugar tiempo suplementario, y que durante el juego se suspendió 2 veces y se fue jugando en 3 canchas diferentes. Pero no terminó ahí se jugó también un torneo reducido "improvisado" donde Argentino de Banfield logró el cuarto ascenso y también finalmente fue "promovido" Argentino de Quilmes por lo que finalmente de ser un ascenso a la Primera División terminaron siendo cinco: All Boys (campeón) ganador zona oeste, Villa Urquiza ganador zona norte, Temperley ganador zona sur, Argentino de Banfield ganador torneo reducido y Argentino de Quilmes "promovido". Boca Juniors B ganador de la zona extra y ganó la Copa Campeonato de Intermedia, por ende, fue el campeón de la temporada.

### Subcampeonato de 1924

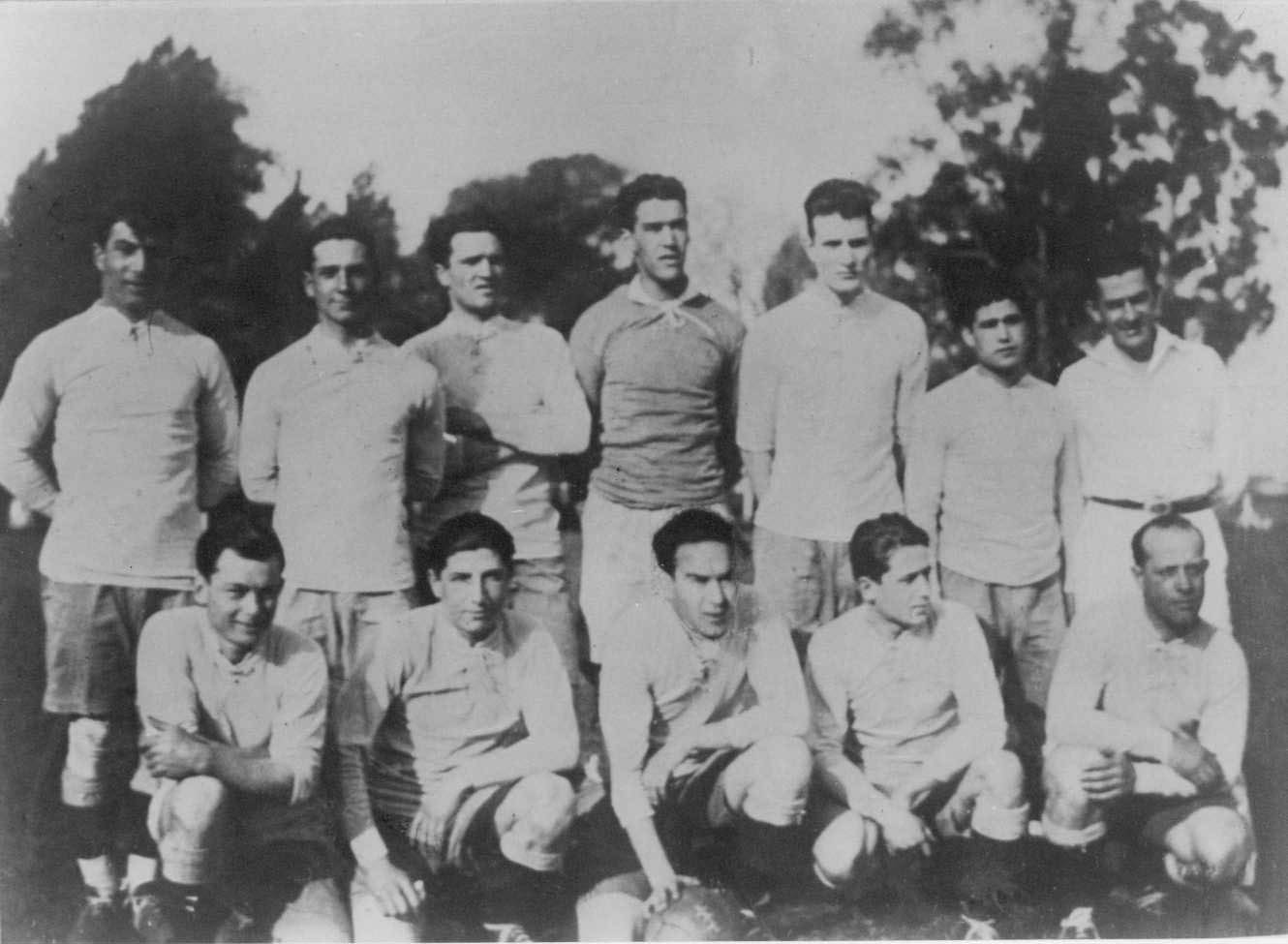
Equipo subcampeón de Primera División 1924.

En el Campeonato de Primera División de 1924 Temperley realizó una brillante e inolvidable campaña al término de la cual se clasificó segundo, escoltando a Boca Juniors, luego que su debut absoluto en primera en el campeonato de 1923 (que finalizó faltando 6 fechas antes donde ningún equipo disputó todos los partidos) terminó décimo primero, siendo su segunda temporada en la máxima categoría. A comparación del anterior se jugó a una rueda y no todos completaron el fixture (Temperley sí jugó los 21 partidos). Boca Jrs. el campeón jugó 19 encuentros (2 menos que el subcampeón Temperley) de los cuales ganó 18 y empató 1 con Temperley  en La Boca 1-1 pero Temperley fue el local por la octava fecha partido jugado el 23/11 (estaba postergado). Pero también el hecho histórico fue que por la primera fecha el 13 de abril, Temperley venció 1 a 0 a Dock Sud con gol de Pedro Fernández de penal lo que significó la inauguración del campo del actual estadio Alfredo M. Beranger. Otra resonante victoria fue el 30/11 en Parque Patricios donde hizo de "local" ante Huracán venciéndolo 3-2 con tres goles de Pedro Fernández, en la 14.ª de local el 24/8 a Argentinos Juniors 1-0 con go de J. N. Perinetti y también se destaca el triunfo 2-1 frente a quien era su "clásico" en ese momento, Argentino de Banfield partido jugado en cancha de estos pero Temperley hizo de local el 5/10. Goles de Gainzarain y Pedro Fernández para Los Celestes. Terminó invicto como local (la última derrota de local fue en la fecha 28.ª del campeonato anterior 0-1 con Del Plata el 11/11/1923 pero aclarando que fue en la cancha del Club Villa Turdera donde hacía de local). Las dos únicas derrotas fueron con Nueva Chiacago 1-0 el 03/08 en la fecha 11.ª y la segunda fue contra Argentino de Quilmes por 2-3 (goles Celestes de Feliciano Perduca y Pedro Fernández) el 16/11 por la fecha décima novena. Temperley Subcampeón de Primera División de 1924 jugó 21 partidos, ganó 13, empató 6 y perdió 2. Hasta hoy la mejor campaña de Temperley en Primera División. El equipo base: Perri; E. Sosa; Marolla; Crisanto López (arquero); Durruty; y Laurenzano, Salvetti; Feliciano Perduca; Pedro Fernández, Santiago Piazzo y Juan Neluzco Perinetti.

### La desafiliación de la Asociación Argentina de Football 1926
Luego de otra gran campaña en el Torneo de Primera División de 1925 donde terminó cuarto (20 partidos jugados, 30 puntos, ganó 13, empató 4 y perdió 3 siendo invicto de local desde  1923) cuyo campeón fue Huracán que le "ganó" un desempate a Nueva Chicago. Tampoco todos jugaron todos los encuentros y Boca Jrs. habiendo jugado 7 partidos (había ganado 6 y empatado 1) solicitó permiso a la Asociación Argentina, para realizar una gira de varios meses por Europa, la cual accedió sin dudas por el prestigio del ya futuro gran institución. Sus resultados no fueron anulados y ni fue desafiliado. También había llegado a la semifinal de la Copa Competencia quedando eliminado por Argentinos Juniors quien lo derrotó 1-0 en cancha de Sportivo Barracas en partido desempate ya que habían igualado 1-1 en la cancha de Boca Jrs. Para el campeonato de 1926 en la fecha decimoquinta (tampoco todos habían jugado todos los partidos) Temperley que había disputado 13 encuentros, ocupaba la quinta posición con 18 puntos, ganó 7, empató 4 y perdió 2, se desafilió de la Asociación Argentina de Football junto con All Boys, El Porvenir, Colegiales, Nueva Chicago y Sportivo Barracas el 9 de septiembre. Temperley no había disputado el partido con Sp. Barracas por la décima fecha por mal estado del campo de juego producida por las lluvias intensas y había quedado libre en la tercera ese era el motivo que en 15 fechas haya jugado 13 partidos. En la fecha decimocuarta el 22/8 cayó 1-3 con Boca Jrs. lo que había sido la primera derrota en el Beranger y perder de local después de 2 años y 9 meses. Recapitulando con la línea de tiempo el 09/09 se desafilió y el 12/9 debía enfrentar a Sportman en Avellaneda a quien le dieron los puntos. Pero a la semana siguiente los resultados de los 6 desafiliados fueron anulados así que Temperley seguiría invicto como local y también sin perder en el Beranger ya que esa derrota 1-3 con Boca Jrs., los demás 12 encuentros y los puntos dados a Sportman fueron anulados como que nunca participó en el campeonato de 1926. El 17 de septiembre se afiliaron los 6 a la Asociación Amateurs de Football que a comparación de la otra se disputaban todos los encuentros siendo más organizada. Al momento de la afiliación ya estaba próximo a concluir el Campeonato de Primera División (el 21 de noviembre). Temperley y los 5 "disidentes"  lograron disputar la Copa Competencia de Primera División que esta Asociación era por Zonas. Temperley intervino en la Zona A junto con River Plate, Defensores de Belgrano, Argentino del Sud, Sportivo Buenos Aires, el conocido Nueva Chicago y Gimnasia y Esgrima La Plata. Temperley terminó tercero con 8 puntos en 6 juegos donde ganó 3, empató 2 y perdió 1. El debut fue con Nueva Chicago al que venció 2-1 de local  y se produjo los primeros enfrentamientos con Defensores de Belgrano donde perdió 1-2, con River Plate 1-1 en la vieja cancha en el Barrio de Recoleta y en el Beranger también 1-1 con Gimnasia y Esgrima. El camino por la división más importante del país se truncó  cuando en diciembre de ese 1926 las dos asociaciones que regían el fútbol nacional se fusionan con un arbitraje de por aquel entonces Presidente de la Nación Marcelo Torcuato de Alvear, que benefició a los clubes que habían participado desde la fundación de la Asociación Amateurs en 1919 hasta los que participaron 1926 todos quedarían en Primera División Sección A como se pasaría a llamar la máxima categoría. De la Asociación Argentina estarían Boca Jrs.; Chacarita; Huracán; Argentino de Quilmes, Argentinos Juniors; Porteño y San Fernando. Los demás de primera (16 equipos) entre ellos Temperley más Nacional y Honor y Patria  que habían ascendido de la 3 era categoría de la Asociación Amateurs formaron parte de la nueva 2.ª categoría, La Primera División Sección B de la nueva Asociación Amateurs Argentina de Football. Esto significó el primer descenso "administrativo" de Temperley. Pasarían 6 años para que el «Celeste» vuelva a Primera División A

### Asociación Amateurs Argentina de Football de 1927 a 1930
Luego de la fusión mediante la intervención del Presidente de la Nación Marcelo T. de Alvear de la Asociación Argentina y la Asociación Amateurs, Temperley que se había desafiliado junto con 5 clubes más en la decimoquinta fecha del campeonato de Primera División de 1926 de la A.A.F. "perdieron" su lugar en la nueva Primera División Sección A de la nueva entidad rectora del fútbol. También a la mayoría de los que vinieron de la A.A.F. perdieron su jugar aunque no se desafiliaron. Solo 7 clubes  conservaron su lugar en la Primera División de la A.A.F. (Boca Jrs.; Argentinos Juniors, Argentino de Quilmes, Huracán, Chacarita Jrs., Porteño de Morón y San Fernando).
En la Primera División Sección B (la segunda categoría) de 1927; Temperley debutó el 20/03 de local con una victoria 3-0 frente a Dock Sud (uno de los que no se desafilió en 1926 pero también perdió su lugar en Primera División). Ganó los 4 primeros partidos; perdiendo el invicto en la fecha 9 el 15/05 ante Nacional en Adrogué 0-1. El 05/06 se produjo la primera derrota de Temperley en el Beranger en ocasión de caer 0-2 ante El Porvenir  perdiendo en esa condición luego de 3 años y 7 meses (la última fue el 11/11/1923 0-1 ante Del Plata pero hacia de local en el Club Villa Turdera que actuaba en la liga Lomense) y la derrota frente a Boca Jrs. 1-3 el 22/08 fue anulada por la desafiliación de 1926, no se registra). El campeón fue El Porvenir ascendiendo a primera acompañado por el segundo Argentino de Banfield. Temperley redondeó una gran campaña pero se "desinfló" en las últimas fechas y terminó tercero, jugó 34 partidos, sumó 44 puntos ganó 18, empató 8 y perdió 8. Se jugaron todos los encuentros aunque  uno solo quedó inconcluso entre  AllBoys y Atlético Palermo que se suspendió a los 38' cuando iban 2-2 nunca se completo ni se dio por terminado.                 
En 1928 también Temperley fue animador del campeonato donde fue campeón Colegiales ascendiendo a Primera División. Temperley ganó los 5 primeros partidos (Nacional 1-0, Del Plata 4-1; Gral. San Martín 2-1; Honor y Patria de Bernal 1-0 y Boca Alumni 1-0)  siendo este el mejor arranque en un campeonato(el mejor el de 1922 de Intermedia pero en esa ocasión ganó los 14 encuentros que disputó en la Zona Sur), terminándose la racha el 24/06 en la derrota frente a Balcarce 0-1 en Florida que inauguraba su estadio. Se destacan la goleada 5-1 frente a Atlético Palermo de local, la victoria frente a Nueva Chicago 3-1, la goleada 7-2 en el Beranger frente a Gutenberg de La Plata y a Retiro 4-1 de local también. El segundo fue All Boys, a quien en la última fecha goleó 4-0 en casa. Temperley (+ 31)  terminó tercero por diferencia de gol con respecto a All Boys (+ 35) ambos sumaron 51 puntos 4 menos que el campeón Colegiales. Jugó 36 partidos; 51 puntos, ganó 20, empató 11 y perdió 5. Con Colegiales igualó los 2 encuentros, el 29/7 de 1928 de local 1-1 y 0-0 el 21/4 de 1929 (ya que hubo 3 huelgas de árbitros que extendieron el campeonato hasta 1929) en el barrio porteño del mismo nombre.  Por esas 3 huelgas de árbitros que hicieron que el campeonato de 1928 terminara el 14 de julio de 1929.                 
Por eso el campeonato de 1929 comenzó el 28/7 y se jugó a una sola rueda. En la primera fecha igualó en La Plata 2-2 con Gutenberg. Se  destacan la goleada 4-0 a Retiro y 5-0 a Alvear  de Caseros esta ya en enero de 1930 ambas de local. En las fechas decimosexta y decimonovena frente a Gral. San Martín y Nueva Chicago respectivamente ganó los puntos porque sus rivales no se presentaron. El campeón fue Honor y Patria con 32 puntos en 20 jugados, Temperley finalizó quinto con 25 puntos en 20 jugados; ganó 10; empató 5 y perdió 5. Como en tiempos de la Asociación Argentina en este campeonato hubo equipos que no jugaron todos los partidos.
El campeonato de Primera División Sección B de 1930 dio comienzo el 23 de marzo (como el anterior se jugó a una rueda) y Temperley arrancó con el pie izquierdo ya que cayó goleado de visitante 4-1 por General San Martín en el barrio de Villa Urquiza.  Luego la 2.ª donde recibía a Acassuso se postergo y en la tercera volvió a perder esta vez 1-0 con Gimnasia y Esgrima de Lanús recientemente ascendido de Intermedia (la 3.ª categoría). Luego vinieron 5 victorias consecutivas ante All Boys 3-0 y el postergado con Acassuso 3-1 de local, 2-0 en La Plata a Gutenberg y 3-2 a Porteño y frente a Sportman 3-0 fecha libre mediante entre ellos. Empate en cancha de Colegiales 1-1 con Alvear y dos triunfos más antes del receso por el mundial en Uruguay, 3-0 ante Unión de Caseros y en Florida 2-0 a Balcarce. Luego en la reanudación después del primer mundial otra victoria frente a Boca Alumni 1-0 en la cancha de Boca Jrs., 1-1 en el Beranger con Dock Sud y derrota frente a Atlético Palermo 1-2, para reponerse frente a Nueva Chicago 3-1 y el mismo marcador en cancha de Independiente frente a Progresista también contra Retiro en 9 de julio y Dorrego. La racha se cortó al igualar 1-1 con los vecinos de Nacional y se sucedieron un 3-0 ante San Telmo y en cancha de Banfield goleada 4-0 a Del Plata que hizo de local, en la última fecha igualaba 0-0 con Liberal Argentino de local; en el entre tiempo los jugadores visitantes se negaron a jugar el complemento por aducir que fueron agredidos físico - verbal por particulares  locales. Después de casi 20 días el tribunal de disciplina le dio los puntos a Temperley que terminó primero con 31 (+ 25 diferencia de gol) puntos en 20 encuentros, ganó 14, empató 3 y perdió 3 terminó invicto de local (última derrota el 29/9/1929 fecha 9 con Dock Sud 1-0 en el campeonato anterior). Pero compartió ese puesto con All Boys (+ 21) y Nueva Chicago (+ 16) ambos con los mismos partidos ganados, empatados y perdidos que el Cele de definirse por más diferencia de gol hubiese sido el campeón ascendiendo luego de 4 años a primera "A" pero se jugó un triangular desempate donde fue campeón Nueva Chicago (por diferencia de gol fue tercero) ascendiendo a Primera División. Temperley cayó en cancha de Boca Jrs. ante Nueva Chicago 3-1, luego le ganó en cancha de Independiente 2-1 a All Boys y 7 días más tarde en la vereda de enfrente, la cancha de Racing 0-3 (caía de local después de un año y 3 meses aunque no en su estadio) nuevamente con los de Mataderos y finalmente como visitante en cancha de Ferrocarril Oeste 0-1 con All Boys.

### Temperley, Argentino de Lomas, Fusión y vuelta a Primera División "A" 1932
El 10 de abril de 1931 se inició una huelga de futbolistas que querían cambios administrativos, el más importante el "blanqueo" como profesionales y terminar con el "amateurismo marrón". Si bien desde el campeonato de 1927 al menos la mayoría de los equipos de primera les pagaba a sus jugadores, también querían cambios y beneficios contractuales. El 10 de mayo comenzó parcialmente el Campeonato de Primera División de la Asociación Amateurs Argentina de Football pero por la huelga los pocos partidos disputados se jugaron con juveniles, otros de común acuerdo no se presentaron esa primera fecha. El  campeonato se suspendió en la segunda y se desafiliaron en principio 14 clubes: Boca Jrs.; Racing; Vélez Sarsfield; Talleres; Lanús; Gimnasia y Esgrima; Estudiantes de La Plata, Atlanta, Tigre; Quilmes; San Lorenzo; Huracán; Ferrocarril Oeste; Chacarita y Platense y fundaron la Liga Argentina de Football que reconocía a los futbolistas como profesionales y demás demandas de los mismos. Luego el 19/5 se sumaron River Plate; Independiente; Argentinos Juniors. Lo invitaron a Banfield pero no se adhirió a la nueva configuración. La Asociación Amateurs Argentina de Football se renombró Asociación Argentina de Football Amateurs y Profesionales volviendo a haber 2 asociaciones rectoras del fútbol, una amateurs aunque en primera división cobraban en "negro" que seguía siendo la oficial reconocida por la FIFA y la Profesional Liga Argentina de Football con los clubes más convocantes. En ese contexto Temperley después de perder el ascenso en 1930, realizó una paupérrima campaña en el campeonato de Primera División Sección B cuyo torneo dio comienzo el 28/6; como desde 1929 fue a una rueda, todos jugaron la totalidad de partidos  y en la segunda fecha se desafilió Argentinos de Sud y en la séptima (luego de ganarle 2-1 a Temperley) Nacional descertó los resultados de ambos fueron anulados. Con una victoria 2-1 frente a General San Martín de local comenzó el Celeste pero se desdibujó. Luego 3 derrotas seguidas entre ellas en la tercera fecha 1-2 frente al ascendido La Paternal que terminó con una racha invicta en el Beranger de casi 2 años.  En la octava fecha perdió los puntos ante Liberal Argentino por no presentarse y vinieron 5 derrotas seguidas. Para destacar la victoria en el Beranger 6-5 a Dock Sud en la fecha decimoquinta. El campeón fue Liberal Argentino con 30 puntos en 18 partidos y el segundo fue All Boys con 26 en 18 jugados, los dos ascendieron a primera A mientras que Temperley terminó décimo segundo con 16 puntos en 18 encuentros; ganó 7; empató 2 y perdió 9, fue la peor posición en un torneo desde que se afilió en 1919. En Primera División A; Argentino de Banfield (que era el clásico de barrio; jugaron ininterrumpidamente entre 1919 y 1926; en ese último año el resultado fue anulado por la desafiliación de Temperley; no se enfrentaban desde 1927) en la décima fecha se renombró Argentino de Lomas (si bien la sede estaba en la calle French en Banfield su estadio estaba detrás de donde hoy está el Carrefour de Av. Oliden y Piaggio, Lomas) terminó salvándose por poco del descenso y perdiendo su estadio a poco finalizado el campeonato por padecer graves problemas económicos y pensaban en abandonar la práctica del fútbol. Volviendo atrás un poquito ese año se jugó la Copa Competencia pero con tres particularidades; que no se jugó después, sino parate de por medio, en la mitad campeonato, los partidos fueron en cancha neutral y jugaron los de Primera A con los de Primera B. Temperley también de muy discreta labor, ocupó la Zona Sur Sección 3  junto a Argentino de Quilmes, Boca Alumni, Honor y Patria; Gutenberg y Argentino de Lomas con quien jugó por 1.ª vez con ese nombre el 5/9 en cancha de Banfield e igualaron 1-1. Temperley terminó anteúltimo en la zona con 4 pts en 5 juegos ganó 1 (a Gutenberg que no se presentó); empató 2 y perdió 2. Ante las pobre campaña de Temperley en el Campeonato y Copa, y haber perdido el ascenso el año anterior contrastado con la malísima campaña de Argentino de Lomas y la pérdida de su cancha, el 18 de noviembre de 1931 comenzaron las "tratativas" para fusionarse en una jugada del por entonces presidente Alejandro Tagliani de revertir esta situación. Finalmente el 15 de marzo de 1932 luego de varias reuniones anteriores quedó concretada la fusión - solo en lo  futbolístico - que dio origen a Argentino de Temperley cuya camiseta pasó a ser celeste con puños y cuellos verdes y pasaría a Primera División "A" concretándose la vuelta después de 6 años  a la máxima categoría; pero ahora como Argentino de Temperley. El nuevo Presidente del club pasó a ser Ernesto Zaccheo de Argentino de Lomas y el Vice Alejandro Tagliani. El campeonato de Primera División A (se jugó a dos ruedas) comenzó el 20/5 y Argentino de Temperley no empezó para nada bien cayó goleado en Olavarría y Luna 3-0 frente a Barracas Central. Se destaca el primer enfrentamiento con Banfield en el Alfredo Beranger el 5/5 por la cuarta fecha con victoria Celeste 2-1 y en la segunda rueda Banfield ganó 1-0 encuentro suspendido a los 77 minutos por incidentes. Se dio por terminado con ese resultado.
Como anécdotas en la fecha decimocuarta en el partido Sportivo Barracas 3 Argentino de Temperley 3 que se suspendió a los 75 minutos porque el árbitro expulsó a un jugador "arrabalero" que se negó a dejar el campo y el tribunal de disciplina al estar empatados anuló el partido y se jugó de nuevo terminando 1-1, también en la fecha vigésimo novena venció 2-1 a Defensores de Belgrano en el Sur pero luego el tribunal de disciplina le dio los puntos a los de Núñez por mala inclusión de un jugador y en las fechas 30, 32 y 33 ganó los puntos porque sus rivales no se presentaron vs Sportivo Palermo, Sportivo Barracas y Estudiantes de Buenos Aires respectivamente, el campeón fue Sportivo Barracas con 47 puntos en 32 encuentros, Argentino de Temperley de paupérrima campaña terminó décimo cuarto de 17 equipos, 26 puntos en 32 jugados, ganó 9, empató 8 y perdió 15, terminó a un punto de Chicago y Sportivo Buenos Aires que jugaron un desempate para evitar el segundo descenso que finalmente se suspendió por haber empatando los 3 encuentros. Descendió Sportivo Palermo.
Para 1933 se jugó a una rueda (se incorporó Dock Sud campeón de Primera B), con la salvedad que se volvió a la tradicional casaca Celeste con puños y cuello blanco ya que los jugadores que pertenecían al ex Argentino de Lomas dejaron el club ya que al terminar el torneo anterior (7/1/1933), finalmente el mismo se disolvió aunque el ex Temperley siguió llamándose Argentino de Temperley. El campeón fue el recientemente ascendido Dock Sud que en 19 encuentros sumó 29 puntos, Argentino de Temperley fue décimo con 20 puntos en 19 juegos ganó 7, empató 6 y perdió 6. En la decimonovena fecha en el partido Argentino de Temperley 1 Banfield 2 jugado el 22/10/1933 el jugador visitante Donaldo Barba provocó a la hinchada local al ser expulsado originando disturbios entre ambas parcialidades y jugadores de Banfield "Se esgrimieron todas clases de armas" (diario El Mundo). La Copa Competencia se jugó como en 1931 -parate de por medio del campeonato- pero solo los de Primera A, íntegro la Zona B, de 6 equipos terminó tercero con 6 puntos ganó 3 (uno porque Argentino de Quilmes no se presentó) y perdió 2 entre ellos lo más destacable, el triunfo frente a Banfield 2-0 de local en la segunda fecha el 25/6. Se anuló el descenso que le correspondía a Sportivo Barracas (que había sido el último campeón) y ascendieron de Primera B, General San Martín, Gutenberg y Ramsar.
Para 1934 el número de participantes aumentó a 23 y muy poco para destacar de la campaña de Argentino de Temperley, solo la victoria (por lo abultado del marcador) 5-0 a Gutenberg de La Plata de local en la fecha 20, el campeón fue Estudiantil Porteño que en 22 partidos cosechó 36 puntos mientras que el Celeste terminó décimo quinto con 20 puntos en 22 jugados, ganó 7, empató 6 y perdió 9. En noviembre al fusionarse la Asociación Argentina de Football Amateurs y Profesionales y La Liga Argentina de Football que dio origen a la Asociación del Football Argentino (se castellanizó en 1946) 16 clubes (entre ellos Argentino de Temperley pasaron a la nueva Segunda División (concretándose como en 1926 su segundo descenso administrativo), 5 pasaron a la nueva Tercera División y 2 (Gutenberg y Liberal Argentino) se desafiliaron. En ese mismo mes se jugó un Torneo Preparación de Segunda División con los 16 que venían de la Asociación Argentina de Football, quienes integrarán esa nueva categoría y las reservas de los equipos de Primera División (los que venían de la Liga Argentina). Argentino de Temperley integró la Zona 8 perdiendo los 3 partidos disputados, 3-1 con Argentino de Quilmes en cancha de Gimnasia y Esgrima La Plata, con Racing "B" 4-1 en cancha de Quilmes y con Gimnasia y Esgrima "B" 6-3 en cancha de Estudiantes de La Plata.

### La era de la AFA
Argentino de Temperley comienza en la nueva segunda División visitando a Dock Sud ganando 1-0 de visitante, para luego golear a Estudiantes de Buenos Airess por 5-0 en cancha de Talleres de Escalada donde hizo de local; luego se desdibujaría para terminar 23 con 24 puntos en 33 encuentros, ganó 8, empató 8 y perdió 17. Cabe aclarar que se jugaba a una rueda con los equipos de reserva de los de Primera División y no había ascensos ni descensos. El "campeón" fue Estudiantes de La Plata "B". En la fecha 16.ª jugada el 20/7  cayó 1-0 ante Quilmes "B" siendo este el último con el nombre de Argentino de Temperley, la siguiente el 27/7 en ocasión de recibir a El Porvenir  volvió a ser Temperley empatando 1-1.
En 1936 fue igual que el anterior el formato, el campeón fue Boca Jrs. "B" con 59 pts en 33 partidos. Temperley terminó 22.º con 27pts. en 33 jugados, ganó 9; empató 9 y perdió 15. Se destaca la victoria de local 5-3 frente a Huracán "B" en la 19.ª fecha; en la siguiente 4-4 con Ferro Carril Oeste "B"; en la 23.ª Temperley 6 Quilmes "B" 2, en la 27.ª golea a All Boys 5-1 en el Beranger y en la 3.ª x el mismo marcador en Villa Devoto a Estudiantes de Buenos Aires.
En 1937 hubo 2 torneos, el primero se llamó "Torneo Preparación de Segunda División" con los reservistas de primera (como los dos anteriores) pero en zonas. Sin ascenso ni descenso también, Temperley compartió la Zona C con las reservas de Talleres; Estudiantes de La Plata; Gimnasia y Esgrima La Plata, Quilmes (al que goleó 6-3 de visitante); Lanús además estaban Banfield y Argentino de Quilmes. Terminó tercero con 9 puntos en igual número de juegos, ganó 4, empató 1 y perdió 2, el campeón fue Estudiantil Porteño. En el segundo campeonato volvían los ascensos y descensos al fútbol Argentino, este dio comienzo el 14/8 en ocasión del triunfo de Temperley 1-0 ante Colegiales en el Beranger. El campeón fue Almagro logrando el ascenso a 1.ª División, en 16 jugados sumó 26 en tanto Temperley terminó décimo con 15 unidades en 16 partidos; ganó 7; empató 1 y perdió 8. Solo para destacar la victoria ante Banfield 3-0 de local en la fecha duodécima jugada el 06/11 y la goleada 6-2 a Sportivo Barracas (que descendió a Tercera División lo acompañó Sportivo Alsina) también en casa en la decimosexta jugada el 4/12. 
Con los descensos de Argentinos Juniors y Quilmes de Primera División y Acassuso - campeón de Tercera División dio comienzo el campeonato de 1938 el 9/4, que a comparación de los anteriores se jugó a dos ruedas. Temperley fue goleado 6-0 en Nuñez frente a Defensores de Belgrano. En la fecha duodécima Temperley y El Porvenir 4-4, se destacan la victoria 3-1 de local a Banfield el 21/5 fecha sexta y la goleada a Argentinos Juniors 5-0 en la misma condición en la fecha vigésimo segunda jugada el 1/10. También la victoria ante Quilmes 3-1 en la anteúltima fecha el 19/11. El campeón fue Argentino de Quilmes que le ganó un desempate justamente a Quilmes, Temperley terminó décimo tercero de 16 equipos, 25 puntos en 30 partidos, ganó 8, empató 9 y perdió 13.
Para el último campeonato de la década del 30, o sea en 1939 se volvió a reestructurar la Segunda División, volvieron las reservas de los equipos de Primera División. Se jugó a una rueda de los cuales los 6 primeros equipos (salvo las reservas) jugarían un hexagonal a un partido también pero en cancha neutral, cuyo ganador sería el campeón y ascendería a Primera División. En el debut Temperley el 1/4 fue goleado en el Beranger 0-6 por San Lorenzo "B", en la fecha 4 Racing "B" 11 Temperley 0 (la peor goleada en contra, aunque no se computa en el historial), se destacan a favor, la goleada en el Bosque 4-2 a Gimnasia y Esgrima "B" (la única vez que ganó de visitante al Lobo pero tampoco se computa), en la 10.ª Temperley 5 River Plate "B" 3, fecha 11.ª Ferro Carril Oeste "B" 2 Temperley 5 y en la fecha 12.ª Temperley 6 Atlanta "B" 2, en la 14.ª goleó 5-1 a Defensores de Belgrano y el 22/07/1939 se jugó el 1.er Temperley vs Los Andes (el 1 se jugó en 1917 en la Liga de Lomas de Zamora, ninguno estaba afiliado al fútbol oficial y Temperley era Centenario) con victoria Lomense 3-1 en el Beranger. en la fecha 17.ª Vélez Sarsfield "B" 3 Temperley 4 y en la siguiente Temperley 3 Quilmes 1 el 05/08. En la fecha 20 Temperley 2 Independiente "B" 0, en la vigésimo cuarta Temperley 4 Estudiantes de La Plata "B"3, fecha vigésimo sexta Temperley 4 Lanús "B" 1, fecha vigésimo octava Temperley 2 Boca Jrs. "B" 2 ante 5.000 personas y en la trigésima, la última Temperley venció 4-2 a Argentinos Juniors partido que el 11/11 se suspendió a los 45 minutos por lluvia cuando iban 1-1, el 18/11 se jugó completo anulándose ese medio tiempo y el marcador. Temperley terminó octavo con 42 puntos en 32 jugados, ganó 19, empató 4 y perdió 9, el primero fue San Lorenzo "B" con 56 puntos. En el hexagonal en la primera fecha Temperley venció 4-2 a Dock Sud en cancha de Racing el 16/12, una semana más tarde venció a Defensores de Belgrano en el viejo gasómetro por 3-1, luego el 31/12 en un "sospechado" partido, también en Avenida La Plata y Las Casas cayó 2-0 ante Banfield ante 15.000 personas. Ya en enero de 1940 empató 2-2 con All Boys en cancha de Chacarita (la que estaba al lado de la de Atlanta) y cayó en la vereda de enfrente, la cancha de Atlanta, 2-1 frente a Barracas Central. El campeón fue Banfield (se comprobaron sobornos e igual la AFA lo dejó ascender pero le descontó puntos ya en primera) con 8 puntos en 5 jugados, mientras que Temperley terminó cuarto con 5 puntos sobre 5 jugados.

### Campeones y ascenso a primera 1974

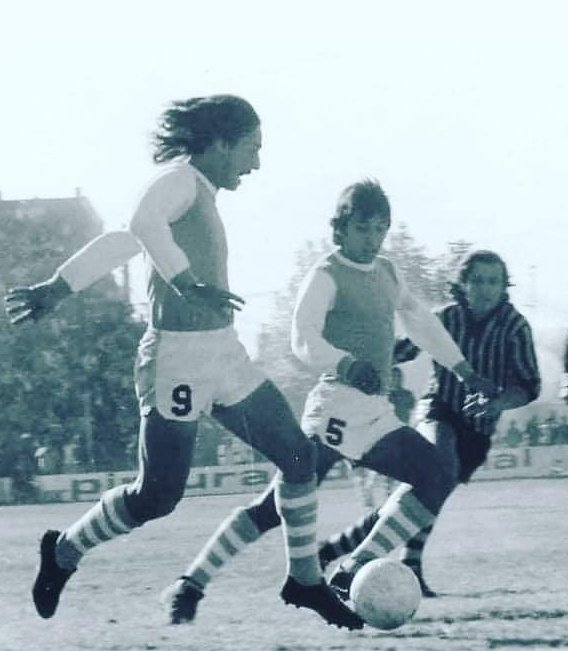
1974 Temperley-Almirante en el Beranger, partido igualado en un tanto. Un duelo vibrante frente a una de sus rivalidades del ascenso metropolitano

El campeonato de primera B de 1974 puso en juego dos ascensos a la primera «A». Los veinte participantes fueron divididos en dos zonas y jugaron entre sí a dos ruedas, todos contra todos en dos etapas. A la primera parte se la denominó «clasificación» y a la segunda «campeonato». Los dos primeros de cada grupo clasificaron a una etapa final en la que nuevamente fueron agrupados en dos zonas de cuatro equipos cada una, hasta quedar los cuatro que jugarían las finales. Este extraño sistema provocó cosas pocas veces vistas en el fútbol argentino, como que en esa temporada Temperley enfrentó a Unión de Santa Fe en seis oportunidades y a Lanús, en cinco. Además nunca jugó ante Tigre, Deportivo Morón, Almagro, y Platense, que compartían la categoría.
Temperley mantuvo la base del equipo que había salido subcampeón detrás de Banfield en 1973 ya que prometía lo suficiente, lo cual atrajo confianza, y se reforzó con varios jugadores más: N. Hernandorena (del Sevilla (Esp.), H. Agostinelli. Como entrenador asumió en el cargo alguien que comenzaba un largo camino por las canchas del ascenso: Jorge Ginarte.
Temperley volvió primera «A» luego de 40 largos años. El último año en la máxima categoría había sido en 1934 en ese entonces Argentino de Temperley.

### Segundo ascenso a la máxima categoría 1982
El segundo ascenso a Primera se produjo en 1982. En aquel equipo brillaron figuras de renombre con chicos que surgían de la cantera. Quizás ese haya sido el secreto del éxito: la mezcla equilibrada entre experiencia y juventud y, claro, las ganas y la pasión por estar en Primera.
El Temperley campeón del '82 formaba con el notable arquero Héctor Jorge Cassé, cuya sordera no le impidió ser una de las figuras del equipo. La defensa estaba liderada por el experimentado líbero Juan Carlos Piris, acompañado por Oscar Aguilar en el lateral derecho, Hugo Omar Issa en la zaga central y el paraguayo Bernardo Villalba Ramírez por el lateral izquierdo. En el mediocampo se destacaba el calmo trajinar de Roberto Mario Espósito, acompañado por Eduardo Massotto. La creación estaba en los pies de los excelentes Mario Finarolli y el uruguayo Hugo Nelson Lacava Schell, quedando la delantera a cargo de Néstor Leonel Scotta y Ricardo Mariano Dabrowski. 
El paso a Primera llegó a través del Octogonal y la final fue ante Atlanta, en el estadio de Huracán en la recordada histórica definición por penales (13 a 12 en favor de Temperley), luego de que el recordado Héctor Jorge "Mudo" Cassé le atajara el tiro desde el punto penal a Enrique Oscar Hrabina, y que Ricardo Dabrowski convirtiera el último y decisivo remate.

### La mejor campaña en Primera División
Un 29 de mayo de 1983 por la semifinal de ida del Nacional 83 Temperley se enfrentó con Estudiantes en La Plata. Fue empate 1 a 1 y tres días después en la semifinal de vuelta en cancha de Banfield y luego de empatar en 1, en tiempo suplementario Estudiantes se imponía por 3 a 1 y ganaba la serie. Fue muy meritoria la campaña de Temperley en aquel torneo, no solo por llegar a semifinales sino porque era un equipo recién ascendido y disputó el torneo con casi el mismo plantel de la B. Y para darle más mérito a la campaña del celeste recordemos que Estudiantes sería el ganador al vencer a Independiente en la final, además de que venía de consagrarse campeón del Metropolitano del 82.
Dado que los finalistas de dicho torneo disputaban la Copa Libertadores de 1984, Temperley estuvo muy cerca de jugarla, perdiendo la oportunidad no en los 180 minutos reglamentarios sino en tiempo suplementario tras quedarse sin resto físico y lejos de las posibilidades en esa época.

### Descensos, quiebra y resurgimiento
A los descensos de 1987 y 1989 se le sumarían días aún más difíciles. Años duros afrontó la entidad cuando en 1991, por causa de la quiebra, debió cerrar las puertas del club. Temperley no aceptó la cruel realidad que le tocó vivir e hizo lo imposible para abrir nuevamente la ilusión de todos los seguidores del Gasolero.
Su etapa más oscura fue vivida entre 1989 y parte de 2001 cuando el club estuvo en situación de quiebra. El 28/08/1989, dos días después de que Temperley (que venía de descender de la B nacional 1988/89) cayera de local 0-2 con San Miguel por la segunda fecha de la B Metro 1989/90 (empezó por la segunda fecha el torneo), el juez José María Durañona, que tenía a cargo la convocatoria de acreedores en la que desde mitad 1987 el club se encontraba, decretó la quiebra del club; aunque continuó con sus actividades.
Para temporada 1990/91 fue autorizado a participar del torneo de la B Metro, pero luego de la fecha 12, en la que Temperley vencía 1-0 a San Miguel con gol del "Tano" De Cesare" el 18 de octubre de 1990, el juez suspendió la participación de Temperley en el torneo, debiendo postergar los partidos ante Merlo y All Boys. Luego de dos semanas Durañona autorizó provisoriamente a Temperley a retomar el campeonato justamente en la última fecha de la primera rueda, donde el 03/11/90 goleó en Lomas 3-0 a Los Andes con goles de Stranges; Bottari de penal y Torrillas. Temperley terminó el torneo en la novena posición; en la última fecha, el 13/04/1991, cayó en casa 0-3 con Los Andes, quien se tomó revancha; este pudo haber sido el último partido de Temperley en su historia. A partir del 6 de mayo el club funcionaba con un horario reducido (hasta las 18 horas) y se le empezó a cobrar a las distintas disciplinas para poder realizar sus actividades; la deuda era de $2.600.000. 
El 27 de mayo de 1991 se publicaba en los diarios el edicto que anunciaba el remate del Club Temperley que se llevaría a cabo el día 31. Al no haber oferentes en el primer remate todo siguió igual, hasta que el 11 de junio de 1991 el juez decretó el cierre del club hasta el segundo remate, que sería dentro de los 10 días después de la clausura, la libertad de acción de los futbolistas, el cese de todas las otras disciplinas y la desafiliación de AFA del equipo que militaba en la B Metro. El fútbol empezó y Temperley no estaba. Después de algunas marchas, apelaciones, y tenaz lucha de un grupo de socios y sus abogados el club reabrió sus puertas, con los pastos hasta las nubes, el 21 de noviembre de 1991, tras 5 meses y 10 días de muerte, lo que se considera la segunda fundación del club. 
Para la Temporada 1992/93 el club pidió intervenir en el campeonato de Primera C (le correspondía por haber sido desafiliado comenzar en la categoría inferior); pero la férrea oposición de Agremiados, que presentó una nota para que no participara, y el guiño de Durañona a la entidad sindical dejaron a Temperley sin fútbol pese a tener las puertas abiertas (era como una sociedad de fomento); hasta se propuso jugar en primera "D", pero la negativa fue rotunda. A mediados de 1992 ante la negativa del juez de volver a participar del fútbol oficial, se realizó en el Alfredo Beranger la "Copa Duhalde" con Temperley (lo que fue la vuelta no oficial), Los Andes, Banfield y Talleres de Escalada, todo para ayudar al club.
En el verano del '93 ya se empezó a correr el rumor de que Temperley volvería a participar en el campeonato de primera C 1993/94; esta movida comenzó con una declaración de Grondona de que Temperley sería incluido en el sorteo, pero nada más. Se jugó en el Beranger la Copa "Diario La Unión" con Temperley (donde jugó Julio Cruz, Mauro Navas, Mario Naso), Los Andes, Talleres de Escalada y la reserva de Vélez Sarsfield. En los dos partidos de Temperley (1-3 contra Talleres y 0-0 con Los Andes) se recaudaron más de $ 20.000. Se inauguró la pileta climatizada. 
Al llegar el momento del sorteo Temperley todavía no había sido autorizado por el juez, entonces la AFA le guardó un lugar, pero cuando fue publicado, Temperley no estaba y quedaban dos equipos libres por fecha. Es decir que cada equipo tenía cuatro fechas libres en la temporada si Temperley finalmente no volvía. El campeonato comenzó y nada se sabía; en la primera fecha no quedaba nadie libre (tendría que ser Temperley) y en la segunda fecha quedaban libres Comunicaciones y Juventud Unida (que debía ser el primer rival de Temperley), pero Durañona sin que esta vez Agremiados le diera letra, se oponía. Los jugadores, que hacía 3 meses entrenaban, llevaron un petitorio a Agremiados donde declaraban "jugar por amor a la camiseta" renunciando al viático obligatorio que la Primera C exigía en esos tiempos. Se jugó la "Copa Reencuentro" donde Temperley, Talleres de Escalada (dueño de casa) y El Porvenir jugaron un triangular a beneficio del Cele en partidos de 45 minutos. 
El lunes 19 de julio comenzó la feria judicial y el 21 el Juez Dr. Martino autorizó a Temperley a participar del campeonato de Primera C 1993/94, poniendo fin al silencio impuesto aquel 11 de junio de 1991. Edith Pecorelli y Enrique Zunnini, abogados del club, fueron los inventores de garantizar el fútbol mediante el aporte de cinco familias (Ahuali, Pecorelli, Colas, Romano y Allende) que pusieron sus bienes en garantía. Para la tercera fecha del Torneo Apertura quedarían libres Juventud Unida y Tristán Suárez, hecho que no ocurrió con este último, ya que con la autorización por parte del Juez de feria el 21 de julio Temperley, tras 2 años, 3 meses y 11 días, volvía al fútbol oficial de AFA.
Aquel 24 de julio de 1993 por la 3.ª fecha del torneo Apertura 93 de Primera C ante 15.000 personas con una recaudación de $ 42.720 vencía 1-0 a Tristán Suárez con gol de Walter Céspedes, quien había jugado en la última temporada antes del cierre del club. Luis Deleva; Walter Céspedes; Gustavo Palavecino; Pablo Rey y Alejandro Faravelli; Diego Di Crocco; Gabriel De Cesare; Sergio Marro y Ramón Aranda, Walter Martin y Gerardo Losas, DT Eduardo Lendoiro, iniciaron aquella tarde. La campaña en el Torneo Apertura fue por demás aceptable: de 18 partidos ganó 6, empató 9 y perdió solo 3, sumó 21 puntos; terminó invicto como local y solo recibió tres goles en el Beranger. Defensores Unidos fue el ganador y clasificó para jugar la final -de haberlo- con el ganador del Clausura, Temperley fue quinto y clasificó al octogonal por el segundo ascenso al igualar de local 0 a 0 con Excursionistas ante una multitud. De los 9 partidos que jugó de visitante a 6 los sacó de sus canchas: Claypole (en Talleres de Escalada); Villa San Carlos (en Estudiantes de La Plata); Barracas Central (en Huracán); Defensores Unidos (en Villa Dálmine un día de semana), San Telmo (en El Porvenir); Leandro N. Alem (en Armenio un día de semana), con Juventud Unida; partido postergado de la 2.ª fecha porque Temperley todavía no había sido autorizado, se iba a jugar en San Miguel; extrañamente se jugó en Juventud Unida, quedando gente afuera, con Argentino de Merlo jugó en su cancha y con Luján en el estadio municipal de esa ciudad donde hace de local.
En el Clausura 1994 (se jugaron cinco fechas en 1993) quedó libre en la primera y debutó con una goleada 4 a 1 a Juventud Unida; luego se sucedieron 3 derrotas seguidas, 0-1 con Tristán Suárez en Banfield, perdió el invicto de local al caer 0-1 con Claypole donde renunció Eduardo Lendoiro, 1-2 con Midland en cancha de Estudiantes de Buenos Aires para terminar el 93 con una victoria 1-0 ante Villa San Carlos. Con la contratación de Jorge Vendakis como DT para el resto del Clausura, Temperley arrancó con una victoria 1-0 en cancha de Arsenal frente a Paraguayo y luego por el mismo marcador como local a Defensores Unidos, después siguieron nueve fechas sin ganar y en ocasión de la derrota con Liniers de visita por 0-1 entró en zona de descenso a la D y se quedó sin DT. Con Eduardo Porcel como DT en las dos últimas fechas venció como local 1-0 a Lujan y en Belgrano a Excursionistas también 1-0 y logró disipar los fantasmas.
El ganador del Clausura fue San Telmo que jugó la final con Defensores Unidos. En el Clausura Temperley sacó a Tristán Suárez (en cancha de Banfield); Midland (en Estudiantes de Buenos Aires); Paraguayo (que hacía de local en Liniers en cancha de Arsenal), Brown (en cancha de Lanús). Terminó décimo sexto sacando 16 puntos en 18 partidos jugados, ganó 6, empató 4 y perdió 8. En la tabla general de la temporada terminó noveno; jugó 36 partidos; cosechó 37 puntos, ganó 12, empató 13 y perdió 11 y en la tabla de clasificados terminó octavo (anteúltimo).
Eliminó a San Telmo (el perdedor de la final con Defensores Unidos) 2-1 en el Beranger y 1-0 en cancha de El Porvenir. 
En semi enfrentó a Excursionistas con una recaudación de $ 33.309. Cayó 1-3 de local y en la revancha en cancha de All Boys cuando faltaban 6 minutos y ganaba Excursionistas 0-1 se suspendió por agresión por parte de la hinchada de Temperley al árbitro Alejandro Fuenterrabía. Era el fin del sueño Celeste de volver a la B metro esa misma temporada. Excursionistas logró el segundo ascenso al vencer a Liniers.

### Campeón de Primera C 1994/95
Después del retorno en 1993, Temperley ganó el Torneo Clausura de la Primera C en 1995, ganando el derecho de disputar la final con Tristán Suárez, ganador del Torneo Apertura 1994, el mismo del regreso. Temperley no tuvo problemas para participar en la temporada 1994/95. Su masiva concurrencia y popularidad le aseguró mucho dinero en concepto de recaudaciones, que ingresaba a la cuenta del juzgado para el pago de la quiebra. La dirigencia decidió concederle una segunda oportunidad a Jorge Vendakis (le fue mal en el Clausura 94 pero tenía los pergaminos de dos ascensos consecutivos, con Dock Sud en 1991/92 y con Argentino de Quilmes en 1992/93), que armó un "seleccionado" de Primera C. Sin embargo, en su primer partido cayó de local con San Telmo por 2 a 0, en la que sería la única derrota en toda la temporada en el Beranger), dejando el cargo al cabo de la sexta fecha, después de igualar en cero con Comunicaciones en Agronomía. Con seis puntos, producto de una victoria, una derrota y cuatro empates, asumió la dirección técnica don Héctor Ostúa, quien había entrenado al equipo antes de la vuelta y hasta ese momento dirigía la reserva. Debutó igualando 1 a 1 con Merlo en el Beranger, para luego caer por 1 a 0 en Olavarría y Luna ante Barracas Central y vencer por 2 a 0 a Campana (ex Villa Dálmine) como local. Esa victoria fue la primera de una gran serie invicta de 5 Victorias y 3 empates. Tristán Suárez se aseguró el título en la penúltima fecha al vencer a Flandria por 2 a 0. En la última fecha Temperley visitaba a Berazategui, donde justo asumía como DT Jorge Vendakis, con la posibilidad cierta de clasificar al octogonal por el segundo ascenso de esa temporada si lograba al menos un empate. Sin embargo, Berazategui aplastó 3-0 a Temperley y lo dejó fuera del octogonal. El gran Héctor Ostúa volvió a la reserva y asumió quien para muchos fue el mejor futbolista de la historia de Temperley: Mariano Biondi, que hasta ese momento había estado trabajando en las inferiores. La campaña del Clausura 95 tendría como característica que comenzaría a jugarse en 1994. En esos tres partidos Temperley cayó por 3 a 0 con San Telmo -que hizo las veces de local en el estadio de El Porvenir-, derrotó a Flandria en el Beranger e igualó ante Midland en Libertad, antes del receso. Ya en 1995, empató 2-1 con Brown en el Beranger, y de ahí en más sumó 9 victorias consecutivas: 2 a 1 a Liniers como visitante; 2 a 1 a Comunicaciones en casa, 4 a 0 visitando a Merlo, 3 a 1 a Barracas Central en el Beranger, 2 a 1 como visita de Campana, goleada por 5 a 0 a Villa San Carlos de local, otra goleada por 3 a 0 visitando a Tristán Suárez en cancha de Los Andes, otro 3 a 0 a Luján en casa, 1 a 0 a Leandro N. Alem en cancha de Lanús, y luego de una fecha libre la racha se corta al igualar como local 1 a 1 con Deportivo Paraguayo, con gol de Diego Villar a poco del final. Sin embargo la cantidad de puntos acumulados permitió administrar la ventaja. Luego de otro empate como visitante de Argentino de Merlo, Temperley estuvo a tiro del campeonato luego de derrotar por 2 a 0 a Deportivo Riestra en casa. con lo que se podría haber consagrado. Sin embargo,  el triunfo de Tristán Suárez postergó el festejo hasta la siguiente fecha, la anteúltima: el 20 de mayo Temperley visitaba a Puerto Nuevo de Campana en la cancha de Lanús. Un empate alcanzaba para ganar el torneo.
La prueba era difícil. El equipo de Campana, recién ascendido desde Primera D, había realizado una pésima campaña en el Apertura, pero había tenido una gran levantada en el Clausura. En un partidazo cambiante ante 10.000 personas, Temperley ganaba por 2 a 0 con goles de Ezequiel Llanos, pero en el segundo tiempo Puerto Nuevo lo dio vuelta por 3 a 2, por lo que parecía que otra vez se postergaría la consagración; pero como marca la historia, "si no se sufre no es Temperley", a falta de 2 minutos Norberto Mercorella, un pibe de las inferiores que se bancó el cierre del club allá por 1991 cuando jugaba en la reserva, puso el 3-3 definitivo que le dio a Temperley el título de ganador del torneo Clausura 1995 de Primera C, y con él, el derecho a jugar la final con Tristán Suárez, ganador del Apertura 1994, por el título de Campeón de Primera C 1994/95 y el correspondiente ascenso directo a la B Metropolitana. En la última fecha, para cumplir y festejar, venció en el Beranger a Berazategui por 1 a 0 con gol de Tito Velázquez. En la tabla general de posiciones de la temporada 1994/95 de Primera C Tristán Suárez fue primero con 53 puntos en 36 partidos, Mientras que Temperley fue segundo con 51 puntos en la misma cantidad de encuentros, ganando 19, empatando 13 y perdiendo sólo 4. Con esto Tristán Suárez tenía derecho a elegir el orden para la localía; los dos encuentros se jugarían en cancha neutral. El 3 de julio, en cancha de Banfield, Temperley hizo las veces de local y venció por 1 a 0, con gol de Ezequiel Llanos y una recaudación de $ 50.463. Una semana después se jugó la revancha en cancha de Lanús ante 18.000 hinchas de Temperley y una recaudación de $ 52.080. Ese 10 de julio de 1995, Temperley volvió a vencer a Tristán Suárez, esta vez por 2 a 1, con goles de Ezequiel Llanos, tras un grosero error del arquero Otamendi, y del experimentado goleador Ariel Alberto Paolorrossi, quien a falta de seis minutos capitalizó un rebote en el travesaño generado tras un centro de Llanos, y marcó el triunfo. De este modo, Temperley se consagraba campeón de Primera C 1994/95 y se adjudicaba el ascenso a la Primera B Metropolitana 1995/96, ratificación que vendría del Juzgado del Dr. Francisco Víctor Torija Zane el jueves siguiente. Alejandro Coronitti, Diego Villar, Walter Varvello, José Luis Salas, Eduardo Espinoza, Rubén Maciel, Ángel Velázquez, Claudio Filosa, Ezequiel Llanos, Ariel Alberto Paolorrosi y Claudio Flores quedaron en la historia como los protagonistas de aquel logró.

### Ascenso a la Primera B Nacional 1996/97
En su vuelta a la B Metropolitana (1995/96); después de 4 temporadas; la que dejó en 1991 por el cierre del club y desafiliación de AFA, Temperley realizó una excelente campaña por ser un recién ascendido. Se mantuvo la base de jugadores: Coronitti, Salas, Maciel, Filosa, Velázquez, Paolorrossi, Claudio Flores y otros que no jugaron mucho en el campeonato anterior, y se agregó la incorporación de los ex Banfield Fernando Cinto y Damian Benedetti, la vuelta de Marcelo Franchini y la llegada del ex Estudiantes de La Plata y seleccionado juvenil Marcelo "Poroto" Russo. El arranque fue alentador en el Apertura 1995, venciendo en cancha de Platense a Deportivo Armenio por 2 a 0, con goles del arquero Carlos Bangert en contra y Claudio Filosa. Sin embargo, una sucesión de tres derrotas consecutivas (0-1 con Talleres de Escalada en el Beranger, con gol de Edgardo Comini en el minuto 90; 0-1 ante Colegiales en cancha de Chacarita, y 0-2 contra Estudiantes de Buenos Aires, también de local) hicieron que Mariano "Pepe" Biondi dejara el cargo de DT. En su lugar asumió otro ídolo histórico: Mario Finarolli.
Bajo la conducción de Finarolli, Temperley sumó cuatro empates consecutivos por el mismo marcador, 1-1; en Rosario con Argentino en el debut; luego en casa con Dock Sud; con el ganador del segundo ascenso de Primera C 1994/95 Tristán Suárez en su reducto y de local con Defensores de Belgrano. La primera victoria llegó entre semana, 2 a 0 a Defensa y Justicia en Florencio Varela. Dos empates más, 0-0 ante Cambaceres en el Beranger, en el que fue el primer enfrentamiento entre ambos equipos en la historia, y en Los Polvorines ante con San Miguel, le dieron paso al primer triunfo de Finarolli como local, un 2 a 0 a Almagro. Un nuevo 1-1, esta vez ante Italiano en cancha de Estudiantes de Buenos Aires, fue el prólogo de una serie de tres victorias consecutivas: 4-2 en el Beranger a Sarmiento que venía puntero, 1-0 a El Porvenir en Gerli y 3-1 a Laferrere en casa. Esta recuperación le hizo agarrar la cabeza a muchos por los puntos perdidos al principio del torneo. Empate 0 a 0 en la barranca quilmeña frente a Argentino de Quilmes con la tribuna visitante llena de punta a punta y en la última fecha donde Italiano venció 3-0 a El Porvenir y se adjudicó el Torneo Apertura 95; Temperley igualó de local 0-0 con Defensores Unidos cerrando una gran campaña: de no haber estado 7 fechas sin ganar después de la primera fecha hubiera peleado el torneo. Temperley ocupó el sexto lugar con 27 puntos en 18 partidos; ganó 6; empató 9 y perdió 3.
Se jugó la primera y 2.ª fecha del Clausura 1996 en 1995 y por la primera fecha en el Beranger venció 2-0 a Armenio con la incidencia que José "Pepo" Soto desvió un penal y el otro se lo atajó el arquero visitante y para cerrar el año en una trabajosa victoria venció 2-0 en Escalada a Talleres ante una multitud Celeste y se vino el receso. Se incorporó libre de Talleres de Escalada el experimentado José Orlando Blanchart y arrancaba Temperley con una goleada por 5-1 a Colegiales en el Sur y la punta del torneo quedaba en casa. Igualdad 2-2 en Caseros con Estudiantes de Buenos Aires y dos victorias por 2-1 ante Argentino de Rosario y a Dock Sud donde cedió el alambrado ante la multitud Celeste. Empate 2-2 con Tristán Suárez en casa y luego de 21 fechas llegaría la primera derrota en la era Finarolli, en el barrio porteño de Nuñez cayó 0-1 ante Defensores de Belgrano con gol de Fabián Zermatten. Se recompuso con una victoria entre semana 1-0 a Defensa y Justicia y salvó un punto en el último minuto al igualar en cancha de Argentino de Quilmes 1-1 con Cambaceres, fecha libre y triunfazo a falta de 3 minutos 2-1 a San Miguel con gol de Blanchart. En la fecha siguiente visitaba al puntero invicto del torneo, Almagro con el que igualó 1-1 con un penal polémico en el minuto 90 para los dueños de casa. Triunfo frente al ganador del Apertura 95, Italiano por 1-0 y derrota 0-2 en Junín ante Sarmiento, partidazo en el triunfo 3-2 en el Beranger ante El Porvenir donde Temperley ganaba 2-0 y la visita lo empata para desnivelar José Soto que convirtió por dos y en la siguiente llegaría el fin del sueño de Temperley de jugar la final con Italiano; cayó en su visita en cancha de Tristán Suárez 2-3 frente a Laferrere y sumada a la victoria en Junín por 3-0 a Sarmiento por parte de Almagro quien en esta fecha se adjudicó el Torneo Clausura 96 solo restaba en las dos últimas fechas terminar en lo más alto posible en la tabla general de la temporada para el reducido por el segundo ascenso. Temperley igualó en casa 0-0 con Argentino de Quilmes donde a Ale Coronitti (arquero) le atajaron un penal y en la última fue victoria 2-0 en Zarate ante Defensores Unidos con mayoría de suplentes. Temperley terminó el Clausura 96 tercero (el subcampeón fue Estudiantes de Buenos Aires) con 35 puntos en 18 partidos, ganó 10, empató 5 y perdió 3 y en la tabla general de la temporada 1995/96 terminó cuarto con 62 puntos en 36 partidos jugados, ganó 16; empató 14 y perdió 6 con un promedio del descenso de 1,722. La final la jugaron Italiano y Almagro siendo el Azzurro el campeón en un tercer partido y en simultáneo se jugó también el reducido por el segundo ascenso cuyo perdedor (Almagro) entró en semifinales. A Temperley le tocó Talleres de Escalada que durante el Clausura dejó casi todo su plantel en libertad de acción por falta de pago y a los pocos meses entró en concurso preventivo y jugaba con juveniles. Ambas dirigencias acordaron que ambos se jueguen en Banfield y extrañamente Temperley hizo de local en el primer partido que cayó 0-2 y pese a que el 25 de mayo como "visitante" ganó 3-2 goles de Cinto olímpico y 2 de Benedetti (perdía 1-2) no le alcanzó y seguiría al menos una temporada más en la B Metro. Al final llegaron Almagro que perdió la final con Italiano y su subcampeón en el Clausura su clásico rival Estudiantes de Buenos Aires quien ganó el segundo goleándolo 5-1 de visitante en la revancha y acompañaría a Italiano en la B Nacional siguiente.
Pero en otra de las reestructuraciones del fútbol Argentino la AFA dividió la B Nacional en 2 zonas una interior y otra metropolitana que a su vez estarían divididos en 2 subzonas de 8 o sea 4 zonas de 8 dos metropolitanas y 2 interior, por lo cual había que "ascender" más equipos del incipiente Argentino A y de la Primera B Metro por lo cual se jugó en todas las categorías un Torneo Reclasificatorio 1996. En el caso de la B metro daría como mínimo 4 ascensos más pero podían ser 5. Sería a eliminación donde el mejor clasificado (Almagro) ingresaba en la segunda fase. El segundo mejor clasificado jugado con el peor sin contar a Colegiales ni Cambaceres que jugarían el Reclasificatorio de la C. Temperley en la primera fase era el primer clasificado y enfrentó a Dock Sud el peor, empataron 1-1 en el Beranger y en el minuto 90 se accedió a la siguiente fase sin llegar al alargue y posteriormente penales ya que con gol de Blanchart; Temperley ganó 1-0 en el Docke, luego llegó Argentino de Rosario quien ganó 1-0 allá y en Temperley en los noventa minutos reglamentarios ganó 1-0 se jugó suplementario y al minuto Paolorrosi marcó 2-0 y el pasaporte a una de las cuatro finales. En la última etapa entraban los 3 descendidos de la B Nacional que fueron equipos directamente afiliados. Ya había descendido Argentinos Juniors de primera y el otro cupo estaba entre Ferro, Belgrano; Gimnasia de Jujuy y Deportivo Español. Almirante Brown frente a Tristán Suárez, Arsenal vs. San Miguel, Tigre con Sarmiento y Temperley con Almagro que venía de perder las finales con Italiano y Estudiantes de Buenos Airess. Almirante y Arsenal mantuvieron la categoría mientras que Sarmiento ascendió y descendió Tigre y Temperley cayó 0-2 de local y 1-6 de visita contra Almagro. La lucha por no descender de primera estaba entre Ferro y Belgrano. El 11/08 en la anteúltima fecha del Clausura 96 de primera Vélez se consagró campeón en Córboba mandado al Pirata a la B Nacional empujado también porque Ferro le ganó 2-1 a Huracán. El descenso de Belgrano dejó una plaza más en la Zona Metro del nuevo Nacional B que fue ocupado por Temperley el mejor clasificado de la tabla general de la B Metro 95/96 (fue cuarto) dado que ya ascendieron los 3 que estaban arriba (Italiano, Estudiantes de Buenos Aires y Almagro). Tras no ser autorizado por el juez de la quiebra ya que la categoría significaba mayores gastos y sumado a que desde que Temperley ascendió a la B metro ya no entraba más dinero de las recaudaciones a la cuenta de la quiebra en el juzgado, el lugar sería ocupado por San Miguel que terminó quinto en la tabla general. Finalmente fue autorizado a participar pero con solo 18 contratos que luego, ya empezado el torneo, fue ampliado a 7 más. Temperley al final de la temporada descendió junto con Sarmiento a la B Metro 1997/98

### Temporada 1998/99: Ascenso a Nacional B
Previendo las dificultades para poder participar del pasado torneo de la B metro (1997/98), cuando ocurrió lo mismo que cuando Temperley volvió al fútbol en la temporada 1993/94 en la Primera C, donde el juez dispuso que para que pudiera participar tenían que estar de acuerdo las 2/3 partes de los acreedores, y el gremio representaba ese porcentaje: como en 1992 se opuso a que Temperley participara, se le guardó un lugar en el sorteo aunque no participó del mismo, entonces el equipo que quedaba libre en cada fecha sería el rival de Temperley en caso de ser autorizado a jugar. Es decir que podría volver a repetirse lo de la temporada 1992/93 cuando el club con sus puertas abiertas vio el fútbol desde afuera. Esa campaña fue deficitaria económicamente más allá de haber descendido, en su participación de la B nacional 1996/97; incluso se especulaba con que si se salvara del descenso perdería dos categorías volviendo así a la C, porque fue durante la estadía en esta categoría que entró a la cuenta de la quiebra la mayor parte del dinero depositado. 
Finalmente Temperley participó comenzando a jugar en la tercera fecha, con una discreta campaña tanto en el Apertura 97 como en el Clausura 98. Encarando la temporada 1998/99 de la B Metropolitana, Agremiados volvió a oponerse pero Temperley hacía un tiempo que tenía un plan "B", que fue "concesionar" el fútbol profesional haciéndose cargo una empresa llamada C.I.S. con capitales hispano-argentinos, cuya cara visible era un tal Sr. Iñíguez. La empresa pagaría el sueldo del plantel profesional y traería 7 jugadores "caros", esto "hablando" a Agremiados y Temperley en un principio fue sorteado y participaría sin los problemas de la temporada anterior. Llegaron Cristian Aldirico, Guillermo De Lucca, Fabián Orellana, Pablo Mastronicola, Diego Katip, Daniel Bazán Vera y Felipe Desagastizabal. Con muchas expectativas Horacio Bidevich tomó el cargo ayudado por el primer triunfo donde no pudieron debutar las incorporaciones. Temperley venció en la primera fecha 1-0 a Brown con gol de Fabián Morsolín y luego tres derrotas consecutivas y ocho fechas sin ganar llevó a la renuncia del DT. En cancha del Deportivo Español 0-1 con Italiano, mismo marcador en el Beranger contra Armenio y en cancha de El Porvenir 1-2 ante San Telmo. Le siguieron 4 empates sucesivos: un 2-2 con Laferrere que se suspendió por lluvia a los 23 minutos del segundo tiempo, se completó en la semana, 1-1 en Escalada con Talleres y con Sarmiento en el Beranger y 0-0 con Berazategui en la capital del vidrio. Se vino la derrota de local con Flandria 0-1 y la ida de Horacio Bidevich como DT, a esta altura ya había internas entre la empresa y "los Dirigentes" del club. También con la sindicatura, y fue el gran Don Héctor Ostúa quien agarró el fierro caliente y vinieron las buenas 4 triunfos consecutivos ante Almirante Brown 2-0, en cancha de Atlanta 3-1 a General Lamadrid (primer partido del historial), y llegaba a casa el puntero invicto Argentino de Rosario y nada pudo ser mejor 3-0 con 2 goles del "Chuky" Orellana y Diego Katip y finalmente 2-1 a Dock Sud, la racha victoriosa se cortó cuando de local igualó 1-1 con Tristán Suárez que venía segundo en el torneo. Hubo gravísimos incidentes y luego lo que fue la que es hasta la actualidad, la última victoria como visitante frente a Defensores de Belgrano 2-0 con goles de Bazán Vera y Rubén Maciel de penal. Después el fútbol se paró por 3 meses a causa de los incidentes que se venían sucediendo en gran número en las canchas Argentinas, propiciado por el juez federal Dr. Perrotta, faltaban dos fechas para que terminara el Torneo Apertura 98 de la B Metro y la relación entre la empresa C.I.S. y Temperley eran casi insostenible. En el ínterin que el fútbol estuvo parado finalmente la empresa "se fue" dejando tirado a los jugadores, "los cheques voladores de Íñiguez", los jugadores aceptaron la baja de sus sueldos y cobrar el básico de la Primera B que era $ 407 pero podían irse si así lo quisieran, los que trajo la empresa, es así que Bazán Vera podía emigrar a Lanús y Katip se fue al fútbol de China también en una prueba, ambos volvieron para seguir en Temperley. En la reanudación del Apertura 98 (ya en marzo de 1999) Temperley goleó 3-0 a Argentino de Quilmes de local y terminó el torneo con una victoria en cancha de Flandria frente a Leandro N. Alem por 3-1 cerrando una buena campaña desde que Don Héctor Ostúa se hizo cargo de la dirección técnica, pese a las dificultades que los futbolistas tenían con sus sueldos por el conflicto con la empresa que a principio se hizo cargo del fútbol. El ganador del Torneo Apertura 1998 de Primera B Metro fue ganado por Argentino de Rosario mientras que Temperley terminó cuarto en la tabla donde en 17 partidos sumó 29 puntos, ganó 8, empató 5 y perdió 4.
Para el Torneo Clausura 99 que comenzó a la siguiente semana, Temperley pareció olvidar lo bueno hecho en esa remontada y perdió los 3 primeros encuentros : con Brown 0-2 en cancha de Banfield, 1-2 con Italiano de local y con Armenio 1-3 en el Norte del Conurbano. Recompuso la imagen al vencer 2-1 a San Telmo para luego en cancha de Chacarita en un vibrante encuentro igualar 3-3 con Laferrere. Pareció que la nueva levantada sería definitiva tras el triunfo 2-1 en el "clásico" ante Talleres de Escalada con dos goles de Bazan Vera pero la irregularidad siguió con la derrota 0-1 en Junín contra Sarmiento y triunfó un viernes por 1-0 ante Berazategui con gol de Pablo Mastronicola que poco antes de la finalización del torneo dejaría el club. En Jauregui pálido 0-0 con Flandria y de ahí 5 victorias consecutivas ilusionaron con ganar el torneo y jugar la final con Argentino de Rosario, en Casanova 2-1 a Almirante Brown, de local un miércoles 3-1 a General Lamadrid y el "triunfazo" como visitante 3-1 al ganador del Apertura y puntero del Clausura Argentino de Rosario (a quien en el Apertura le ganó 3-0 y le quitó el invicto) perdiendo por primera vez en la temporada como local, victorias 2-0 ante Dock Sud en el Beranger con dos de Bazán Vera y de visita 3-0 ante Tristán Suárez lo ubicaron a Temperley junto con Defensores de Belgrano, como escolta del puntero Rosarino y justamente en la fecha siguiente Gasoleros y Dragones se vieron las caras en la Avenida 9 de Julio con triunfo de los porteños 0-1 con gol de Matías Pacífico, cortando la racha de 5 victorias al hilo. En la Barranca Quilmeña después de ir ganado 2-0 Temperley cayó 2-4 y adiós a los sueños de una final con Argentino de Rosario se esfumaron. En la fecha final Argentino de Rosario recibía a su escolta Defensores de Belgrano a quien derrotó 1-0 y se alzó con el título del Torneo Clausura 1999 de la B metro y como también ganó el Apertura 1998 ascendió en forma directa a la B Nacional 1999/00, en tanto Temperley con mayoría de suplentes (Chanquia que atajó un penal, De Franco, Vega, Calizaya, estos últimos y 3 juveniles más quedarían en libertad de acción antes de comenzar el reducido por disposición del juez) ya clasificado al reducido por el segundo ascenso igualó como local 2-2 con Leandro N. Alem. 
Temperley en el Torneo Clausura 99 jugó 17 encuentros ubicándose quinto con 27 puntos, ganó 8, empató 3 y perdió 6 y en la tabla general de la temporada 1998/99 de la Primera B metro fue cuarto con 56 puntos en 34 partidos jugados, ganó 16, empató 8 y perdió 10.
Argentino de Rosario 71 puntos (campeón, ascendió directamente tras ganar el Apertura 98 y el Clausura 99); Defensores de Belgrano 65; Tristán Suárez 58; Temperley y Brown 56, San Telmo y Armenio 47 e Italiano 45 (clasificados al torneo reducido por el segundo ascenso), Defensores de Belgrano por ser el mejor ubicado en la tabla general (subcampeón) ingresó en semifinales.
Torneo reducido 
1.ª Fase
Partidos de ida
26/06/1999 Italiano 1 (Daniel A. Delfino (p)) Tristán Suárez 0. Se jugó en cancha de Almirante Brown,
26/06/1999 Armenio 0 Temperley 0,
26/06/1999 San Telmo 1 (Flavio J. J. Carrachino) Brown 0,
Partidos de vuelta,
03/07/1999 Tristán Suárez 0 Italiano 0,
03/07/1999 Temperley 3 (Diego L. Katip 2 y Guillermo H. De Lucca) Armenio 1 (Sandro Sánchez) y 
03/07/1999 Brown 1 (Daniel R. Colángelo (p)) San Telmo 2 (Marcelo J. R. Di Lauro Avalo y Elvio Castellano Villalba)
Semifinales,
Partidos de ida,
10/07/1999 Italiano 0 Defensores de Belgrano 1 (Jorge L. Barrone). Se jugó en cancha de Almirante Brown,
10/07/1999 San Telmo 3 (Marcelo J. R. Di Lauro Avalo, Sergio R. Lara (p) y Gustavo G. Pontelli) Temperley 5 (Eduardo D. Bazán Vera 3 (1p), Diego L. Katip y Elvio M. Zamuner). Se jugó en cancha de El Porvenir,
Partidos de vuelta,
17/07/1999 Defensores de Belgrano 0 Italiano 0,
17/07/1999 Temperley 1 (Eduardo D. Bazán Vera (p)) San Telmo 0, 
Final
Partido de ida 24/07/1999 Temperley 2 (Diego L. Katip y Eduardo D. Bazán Vera) Defensores de Belgrano 1 (Jorge L. Barrone). Se jugó en cancha de Banfield. Hubo un gol (cuando iban 1-0) mal anulado a Bazán Vera y Defensores con dos jugadores menos en un error defensivo marcó el descuento. Se recaudaron más de $54.000. Partido de vuelta
31/07/1999 Defensores de Belgrano 0 Temperley 0. Se jugó en cancha de Platense. Se recaudaron $56.686, 15.000 Gasoleros coparon Vicente López. Hubo dos goles anulados a Temperley en el primer tiempo, uno a Bazán Vera (bien anulado) y otro a Katip que estaba en la misma línea, o sea, mal anulado y en el minuto 90 hubo un penal para Defensores de Belgrano que Guillermo Rietti ignoró. Temperley ganador del segundo ascenso de la B Metropolitana 1998/99.
| Alineación: - Pablo Campodónico - Elvio Zamuner - Christian Smigiel - Hugo Cazajus - Germán Aldirico - Maximiliano Gómez - Guillermo De Lucca - Gustavo Ortiz - Héctor Orellana - Diego Katip - Daniel Bazán Vera - DT: Héctor Ostúa |  | Alineación final 1999 Campodónico Cazajus Smigiel Aldirico Zamuner Ortiz Orellana Katip Del Lucca D. Bazán Vera Gómez |
| Alineación final 1999 Campodónico Cazajus Smigiel Aldirico Zamuner Ortiz Orellana Katip Del Lucca D. Bazán Vera Gómez |  | |

En la temporada 1999/00 debido a la quiebra el club no pudo mantener su delantera rendidora ni hacer incorporaciones de gran trascendencia, por lo que el «cele» no logró preservar la categoría y descendió nuevamente a la Primera B Metropolitana.

### Temporada 2005/06
En la temporada 2005/06 de la Primera B Metropolitana el Gasolero tenía un gran equipo, el DT era Salvador Pasini y tenía grandes jugadores, entre ellos, Gabriel Hauche. Fue líder del Torneo en gran parte del certamen, pero en las últimas cayó mucho el rendimiento del equipo y perdió muchos puntos. En la última fecha tenía que ganarle a Club Atlético Atlanta en la cancha del Club Ferro Carril Oeste para ascender. El equipo cayó derrotado 3 a 1 y el Club Atlético Platense empató 2 a 2 con el Club Social y Cultural Deportivo Laferrere y ascendió a la Primera B Nacional. En el final del torneo se fueron el DT y varios jugadores.
En la primera fase del Torneo Reducido tuvo que enfrentar al Club Atlético Estudiantes, ya con Walter Céspedes como DT y con varios juveniles, el equipo empató 2 a 2 y perdió 5 a 4 por penales, quedando sin posibilidades de ascender.
| Alineación: - Pablo Campodónico - Gustavo Nuñez - Héctor Virardi - Rubén Ratto - Maximiliano Bogni - Mariano Pasini - Lucas Hure - Diego Martínez - Gabriel Hauche - Guillermo Cejas - Daniel Fernández - DT: Salvador Pasini |  | Alineación final 2006 Campodónico R.Ratto Bogni Nuñez Virardi D. Martínez Hauche G. Cejas Hure D.Fernández M.Pasini |
| Alineación final 2006 Campodónico R.Ratto Bogni Nuñez Virardi D. Martínez Hauche G. Cejas Hure D.Fernández M.Pasini |  | |

### Temporada 2008/09
Esta fue una aceptable campaña, con grandes partidos jugados. En la segunda ronda del torneo llegó a estar segundo a 4 puntos de los líderes, el Club Sportivo Italiano (que terminó ascendiendo) y del Club Atlético Nueva Chicago. Pero luego cayó mucho el rendimiento del equipo y terminó el campeonato en el octavo lugar, igualmente clasificó al Reducido. En la primera fase del Reducido tuvo que enfrentar al Club Atlético Sarmiento, tenía que ganar obligatoriamente, ya que por Sarmiento terminar más arriba en el campeonato tenía ventaja deportiva y el empate lo favorecía. El Gasolero tuvo un gran partido pero cayó derrotado 2 a 1 quedando afuera del torneo.

### Temporada 2013/2014: Ascenso a Nacional B
La temporada 2013/14 tuvo un nuevo desafío. La lucha por no descender había quedado atrás luego de salvarse varias fechas antes en la temporada anterior. Ahora Temperley se vio obligado a luchar por uno de los dos ascensos que otorgaría la Primera B Metropolitana.
El técnico en el inicio del campeonato fue Aníbal Biggeri que mantuvo la base del campeonato anterior y junto a la Subcomisión del Fútbol del club sumó al plantel jugadores provenientes de clubes del interior, tales como Fabián Sambueza (Racing Club de Trelew), Matías Jara (Central Córdoba de Santiago del Estero), Fernando Brandán (Rivadavia de Lincoln), Alexis Olivera (Talleres de Córdoba), Brian Cucco (Juventud Antoniana), Carlos Herrera (Alumni de Villa María). A estas incorporaciones del interior se sumaron a los refuerzos de Ernesto del Castillo y Leonel Unyicio (Brown de Adrogué), Gastón Corado (Lamadrid), Matías Bolatti (Olympiakos Volou) y la continuidad de Federico Crivelli, Carlos Alberto Ramos, Martín Frejuk, Gastón Aguirre, Nicolás Demaldé, Emiliano Gianunzio, Cristian Quiñonez y Luis López.
El comienzo del campeonato fue prometedor. Con dos triunfos en el arranque, ante Deportivo Merlo por 2-1 de visitante (sobre el final del partido) y luego ante Fénix, de local, con el mismo resultado, el Gasolero ilusionó a sus hinchas una vez más. Luego de quedar libre en la tercera fecha el Celeste visitó a Tristán Suárez e igualó 1-1 seguido de otro empate, pero esta vez sin goles, ante Colegiales en el Alfredo M. Beranger. Por la 6.ª fecha llegó la primera derrota. Fue ante Comunicaciones por 2-1. Posteriormente de local el conjunto de Aníbal Biggeri no pudo remontar el vuelo porque solo consiguió un empate en cero ante Atlanta. La recuperación llegó con una agónica victoria en la cancha de Deportivo Armenio por 2-1 con la aparición de uno de sus refuerzos, Corado, con un doblete cuando Brandán ya hacía delirar a los simpatizantes Gasoleros con sus gambetas. Después del empate 1 a 1 ante Estudiantes de Buenos Aires Temperley sorprendió con una goleada por 4-1 ante UAI Urquiza sacando su chapa de candidato.
Esa chapa parecía borrarse porque luego de esa gran victoria el Gasolero no pudo ganar hasta pasar seis fechas en las cuales solo cosechó cinco puntos de los dieciocho en disputa dejando en duda la continuidad de Don Aníbal al frente del equipo. La racha negativa llegó a su fin en la 17.ª jornada cuando Temperley venció a Barracas Central por 1-0 gracias al gol de Frejuk, un jugador salido de las inferiores de la institución. El Celeste afrontaba la recta final del primer semestre con la idea de terminar en los puestos más altos de la tabla de posiciones, se encontraba 4.º con 27 puntos. El final de la primera etapa de la competencia lo encontró a Temperley cosechando siete puntos de los doce en disputa cerrando el 2013 con una derrota ante Chacarita Juniors por 2-1 de local.
El inicio del 2014 fue oscuro para el equipo del sur del Gran Buenos Aires. La eliminación de la Copa Argentina en manos de Chacarita y los malos resultados, empate 3-3 ante Merlo, en casa, y derrota por 4-3 ante Fénix, en pilar, le dieron salida a Aníbal Biggeri.
Quedar libre en la fecha 24 le sirvió a la institución para encontrar un reemplazante rápidamente y encontraron en Ricardo Rezza (RRDT) la solución que esperaban. En su primer partido al frente del plantel sufrió una dura derrota por la fecha 25 ante Tristán Suárez por 2-1, como local. La levantada del equipo tuvo punto de partida en un encuentro friccionado ante Colegiales, en Munro, donde triunfó 2-1 con goles de Cucco y Herrera (penal). Desde allí el Celeste cosechó ocho puntos en las siguientes cinco fechas. La buena racha fue cortada por otra dura derrota ante Estudiantes de Buenos Aires por 3-2, en Caseros. Luego de aquella caída Temperley volvió a tener una seguidilla de buenos resultados. Vencería a UAI Urquiza (2-1) y Defensores de Belgrano (1-0) en el Teatro de Turdera y tanto a Flandria (1-0) como a Deportivo Morón (2-1) de visita.
Posterior a la derrota en el clásico del sur ante Los Andes (1-0), como local ante un marco de público increíble, el Gasolero no perdería ninguno de sus compromisos hasta la última fecha logrando la clasificación al torneo Reducido. Las victorias más resonantes fueron ante Platense (2-1) y Chicago(2-0) equipo que fue el campeón que ascendió directo a la B Nacional.
Temperley había clasificado en la primera ubicación al Torneo Reducido de la B Metropolitana con 66 puntos (Segundo en la Tabla del Campeonato) e ingresó a la etapa decisiva junto a Atlanta, Platense y Fénix.
El Celeste había cumplido el objetivo que se había propuesto, el de pelear el torneo y, como mínimo, clasificar al reducido. En la semifinal debió enfrentar a Fénix, el conjunto recientemente ascendido del a Primera C y de una campaña notable. El torneo se jugó a ida y vuelta. El primer partido fue empate sin goles en Pilar y en la revancha el Gasolero venció por 2-0 con goles de las dos revelaciones del campeonato, Brandán y Sambueza.
Temperley alcanzó una nueva final luego de 13 años y debió enfrentar a Platense. El partido de ida fue favorable a la institución de Saavedra que derrotó al conjunto de la Avenida 9 de Julio por 1-0 y el ascenso se tuvo que definir en el estadio Alfredo Martín Beranger.
Ante 22.000 hinchas la fiesta fue total, Temperley venció por 1-0 con gol de la “Joyita” del club Ariel Rojas a los 44 minutos del segundo tiempo, forzando a la definición por penales. El Celeste del sur venció desde los 12 pasos por 5-4 siendo Crivelli el gran héroe de la noche tapándole a Humberto Vega el último penal para el festejo generalizado de todo el estadio. Temperley logró 66 (17G-15E-8P) puntos en el torneo regular de la Primera B Metropolitana mientras que en el Torneo Reducido consiguió dos triunfos, un empate y una derrota con tres goles a favor y uno en contra. Los goleadores del equipo fueron Luis López con 14 goles y el ídolo Gasolero Fernando Brandán con 10. Clasificó primero al Torneo Reducido y logró un nuevo ascenso a la B Nacional luego de 14 años sin logros futbolísticos.
| Alineación: - Federico Crivelli - Carlos Alberto Ramos - Gastón Aguirre - Brian Cucco - Patricio Romero - Fabián Sambueza - Claudio Darío Salina - Adrián Arregui - Leonardo Di Lorenzo - Fernando Brandán - Luis Eduardo López - DT: Ricardo Rezza |  | Alineación final reducido 2014 Crivelli Ramos Aguirre Cucco Romero Arregui Sambueza Salina Di Lorenzo López Brandán |
| Alineación final reducido 2014 Crivelli Ramos Aguirre Cucco Romero Arregui Sambueza Salina Di Lorenzo López Brandán |  | |

### Torneo de Transición 2014: Regreso a Primera tras 27 años

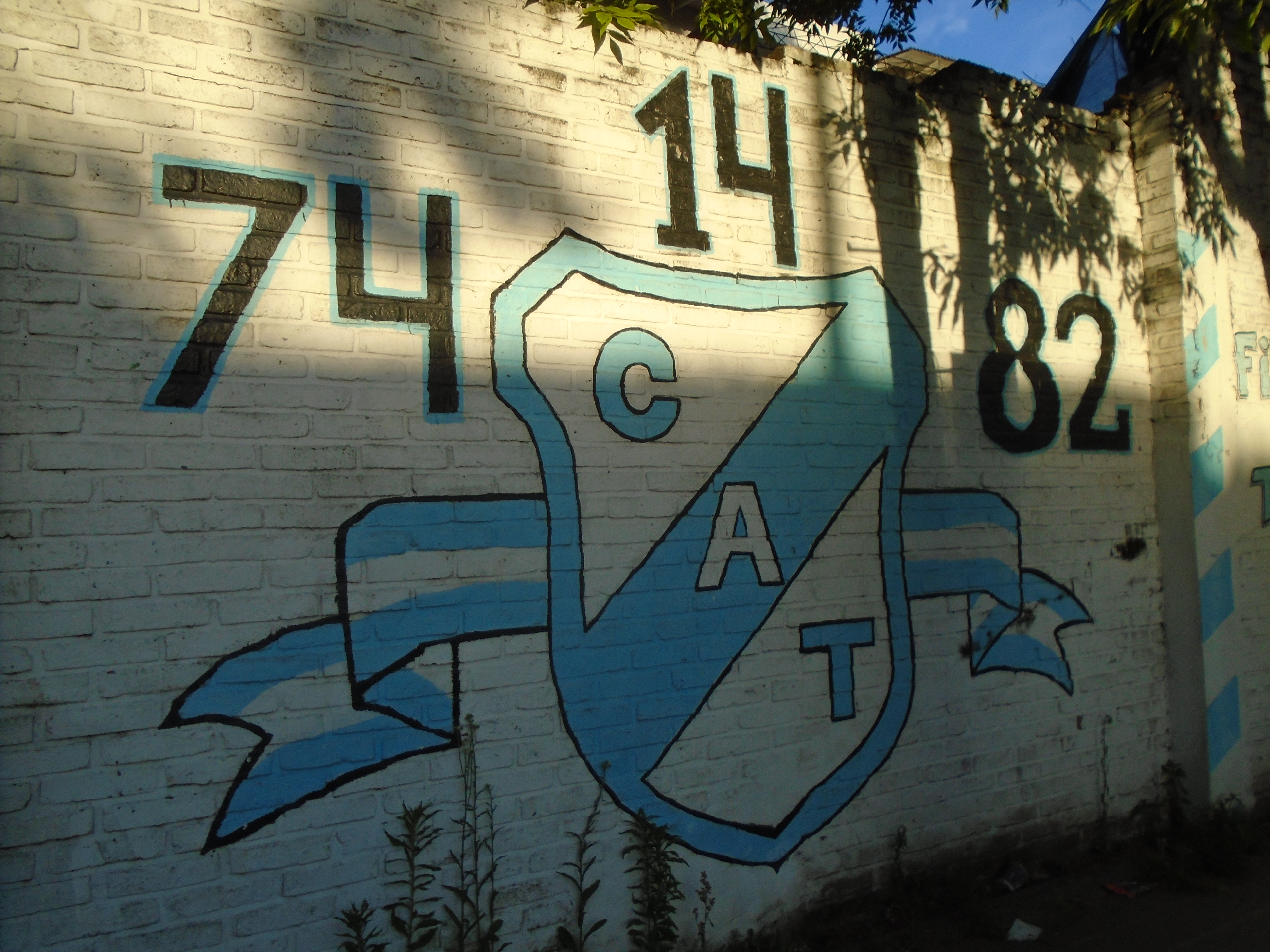
Mural en mención a los 3 ascensos de Temperley a Primera División: 1974, 1982 y 2014.

Temperley regresó a la segunda categoría del fútbol argentino luego de 14 años, y en el momento más oportuno: La B Nacional se dividió en dos grupos de once equipos que otorgaban cinco ascensos, por zona, a la Primera División en el marco de la modificación de la competencia decretada por la AFA para el año 2015. El Gasolero ocupó la zona B junto a Huracán, Sarmiento, Sportivo Belgrano, Atlético Tucumán, Santamarina, Crucero del Norte, Unión, All Boys, Patronato e Independiente Rivadavia, a quienes tuvo que enfrentar en dos oportunidades.
El comienzo de la competencia no fue para nada prometedora para los dirigidos por Ricardo Rezza, ya que cayeron por 3-0 ante Huracán, en Parque Patricios. La derrota ante el Globo fue la antesala de lo que sería la campaña del Celeste en condición de visitante, en la que terminó con 7 partidos perdidos y 2 ganados. Sus únicas victorias fueron ante Patronato de Paraná por 1-0, el 24 de agosto por la tercera fecha, y frente a Sportivo Belgrano por 3-1 en la decimoquinta, el 26 de octubre. La antítesis inmediata al rendimiento como visitante fueron los resultados en condición de local que hicieron del Estadio Alfredo Beranger una fortaleza. El Gasolero venció en ocho oportunidades, cayendo solamente ante Huracán (0-2) e igualando ante Unión de Santa Fe (1-1). Las victorias ante Atlético Tucumán (2-1) y ante Crucero del Norte (2-1) fueron las más resonantes para el conjunto del Sur del Gran Buenos Aires. 
Tras el triunfo ante Patronato por la tercera fecha, el Celeste nunca salió de las posiciones de ascenso directo en la tabla de posiciones de la Zona B. Su cosecha de puntos llegó a las 31 unidades, alcanzando así la tercera colocación del grupo y de la tabla general, por debajo de Crucero del Norte (2.º con 33 pts) y Unión (1.º con 41 pts). El histórico ascenso a Primera División llegó en la penúltima jornada en la que el “Teatro de Turdera” se vistió de fiesta. Al Gasolero le alcanzaba con el empate para dejar atrás la B Nacional pero, ante un estadio colmado, Temperley le ganó con autoridad a All Boys por 3-1 con goles de Juan Ignacio Dinenno, en dos oportunidades, y Javier Grbec. 
Así el Celeste llegó a la máxima categoría tras 27 años de ausencia, siendo una de las sorpresas del torneo porque no se reforzó con grandes figuras y sumó a la mayoría de los jugadores que lograron el ascenso a la B Nacional, futbolistas como Grbec, Dinenno, Nahuel Roselli, Ignacio tOroná, Gastón Bojanich, Rodrigo Alonso, Bruno Casanova, Enzo Ruiz y Sebastián Vidal.
| Alineación: - Federico Crivelli - Nahuel Roselli - Gastón Aguirre - Gastón Bojanich - Patricio Romero - Fernando Brandan - Ignacio Oroná - Adrián Arregui - Fabián Sambueza - Juan Ignacio Dinenno - Javier Grbec - DT: Ricardo Rezza |  |  | Alineación ascenso a Primera 2014 Crivelli Roselli Aguirre Bojanich Romero Brandan Oroná Arregui Sambueza Dinenno Grbec |

Tras 4 años en Primera División, el Gasolero perdió la categoría al final del Campeonato 2017-18 junto con Arsenal Fútbol Club de Sarandí, Club Olimpo de Bahía Blanca y Club Atlético Chacarita Juniors de la localidad de Villa Maipú. Temperley sumó en los promedios 1.019 puntos y pudo haber mantenido la categoría pero perdió por 3-1 un partido definitivo contra Club Deportivo Godoy Cruz de Mendoza el 14 de abril de 2018. El Gasolero venía de celebrar los 94 años de su estadio Alfredo Beranger el día anterior y volvió así a la Primera B Nacional.

## Clásicos y rivalidades

### Clásico Temperley-Talleres (RdE)
El verdadero clima del clásico entre Talleres de Remedios de Escalada y Temperley estuvo en las tribunas -repletas de gente y de coloridas banderas- porque en la cancha fue muy poco lo que brindaron los equipos.Diario Clarín, 4 de octubre, 1998 

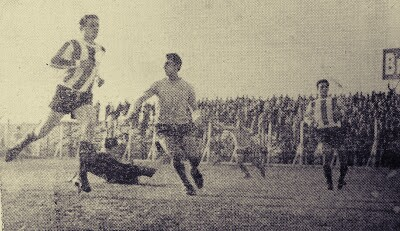
Talleres y Temperley disputan desde hace uno de los clásicos históricos más tradicionales de la Zona Sur. Imagen del Clásico disputado en 1964.

El clásico Temperley-Talleres es un tradicional duelo centenario, desde hace 106 años, dado que se remonta a 1919, cuando se enfrentaron en la Asociación Argentina de Football (actual AFA) en otro de los grandes clásicos históricos que se disputan en Zona Sur desde la era amateur. Volviendo a enfrentarse en el profesionalismo  el 16 de septiembre de 1939 en la 23.ª fecha de Segunda División con triunfo de Talleres 3 a 2.
Temperley-Talleres (RdE): Se enfrentaron en 98 partidos oficiales. Importante ventaja de Temperley en el extenso historial rebosante de goles y jugadores inolvidables. Un verdadero clásico del Sur. Historia del Club Atlético Temperley, 30 de Mayo de 2021
El origen de la rivalidad fue hace 73 años, el 7 de junio de 1952, el Celeste recibió a Talleres por la 9.ª fecha de la Primera B. Ganaba Temperley con gol de Víctor Hugo Prato. Faltando 8 minutos para el final, el árbitro inglés Ronald Lynch sanciona un penal para Talleres, que su centroforward Bruzzio lo convierte en el empate definitivo. Tras la polémica jugada, se produjeron incidentes entre sus simpatizantes que obligaron a suspender el partido. Talleres ganó los puntos y el Estadio Beranger fue suspendido por tres fechas naciendo de esta manera esta histórica rivalidad.
 Talleres-Temperley. Gran marco para un clásico que desilusionó en el juego, aunque el local fue mejor. La Policía paró en la estación de Escalada a 200 hinchas de Temperley y se llevó 15 detenidos.Diario Clarín, 4 de noviembre, 2001.

Pasando a ser sus enfrentamientos de alto riesgo por la policía debido a los numerosos incidentes ocurridos entre las parcialidades de ambos clubes con el transcurrir de las décadas, cuya cercanía de ambos estadios es de 7,8 kilómetros.

#### Historial
| Partidos jugados | Ganados por Talleres | Empates | Ganados por Temperley |
| ---------------- | -------------------- | ------- | --------------------- |
| 99               | 29                   | 28      | 42                    |

### Clásico de Lomas
Disputa el Clásico de Lomas con Los Andes. Ambos clubes están localizados en el partido de Lomas de Zamora, por lo que la gran cercanía de las ciudades de Temperley y Lomas de Zamora y la continua convivencia de las parcialidades hacen que sea uno de los clásicos más importantes del Fútbol de Ascenso. El primer clásico que se jugó fue el 22 de julio de 1939 con victoria para los de Lomas por 3 a 1 en cancha de Temperley, con goles de Manuel Da Graca, Eduardo Garrafa y Pedro Edwards para la visita mientras que Simón Mathias descontó para el local. La goleada más abultada en este clásico fue en 1966 con victoria de Temperley sobre Los Andes por 6 a 0.

#### Historial
| Partidos jugados | Ganados por Los Andes | Empates | Ganados por Temperley |
| ---------------- | --------------------- | ------- | --------------------- |
| 92               | 39                    | 25      | 31                    |

### Rivalidades destacadas
Son de fuerte rivalidad y tradición los duelos con:
- Quilmes[23][24][25]
- Almirante Brown[26][27]
- Banfield[28][29]
- Lanús[30][31]

#### Otras rivalidades
El rival más enfrentado por Temperley en toda su historia es Nueva Chicago, con 122 partidos oficiales. También sostiene rivalidades con Tigre, Platense y Deportivo Morón.

## Centenario
El Club Atlético Temperley cumplió sus primeros 100 años de vida el 1 de noviembre de 2012. 
Los festejos por el Centenario comenzaron el miércoles 31 de octubre con un Banderazo, abajo del reloj que se ubicó en la entrada al Estadio Alfredo Beranger, esperando que la cuenta regresiva llegue a 0 días. Más de 2.000 Gasoleros presenciaron ese festejo, un día de semana a la medianoche. 
Los festejos siguieron el sábado 3 de noviembre, a la tarde con una multitudinaria caravana por la Ciudad de Temperley, convocando 15000 Gasoleros. Ese mismo día pero a la noche, hubo una fiesta en el estadio, donde hubo desfile de actividades, shows musicales, partidos entre glorias del club, jugadores del plantel actual e hinchas que participaron de una subasta. La fiesta terminó con fuegos artificiales.
El escudo del primer centenario fue diseñado por el socio Diego Vila, por entonces estudiante de diseño.

## Simbología

### Apodos

#### Gasolero

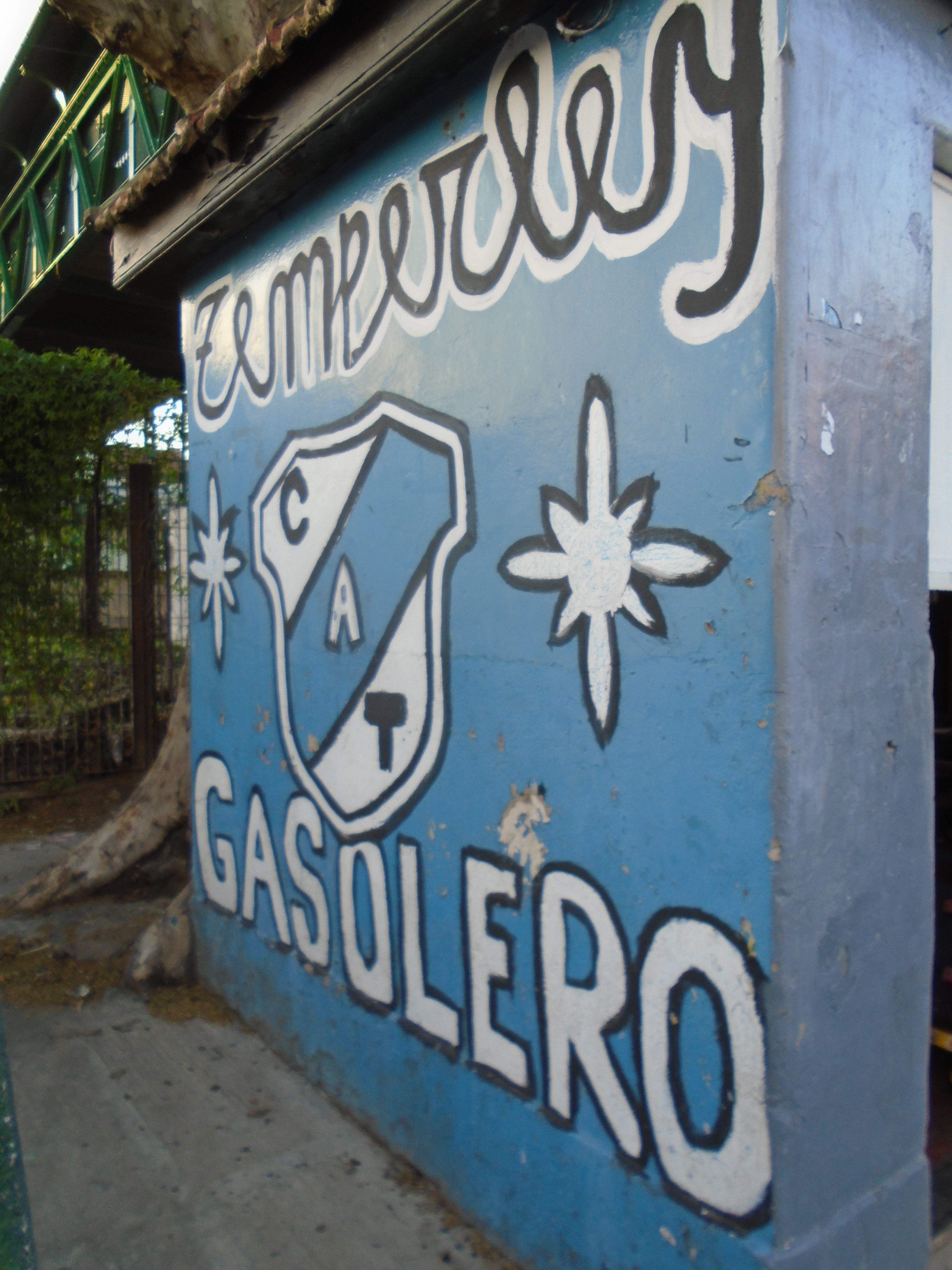
"Gasolero", uno de los apodos del Club Atlético Temperley.

Para encontrar el porqué para justificar el sobrenombre con el que se bautizó al Club Atlético Temperley, hay que trasladarse hasta el año 1975. Allí se dio un suceso especial que permitió conocer a este equipo como "Los Gasoleros".
En el Campeonato Metropolitano de ese año, la dirigencia gastó un muy importante dinero en traer a muchos jugadores y de jerarquía para conseguir la permanencia al cabo de la temporada. Sucedió lo inesperado, Temperley finalizó en el último puesto de la tabla y sin desplegar un juego demasiado bueno. Para el Nacional, las cosas debían cambiar de manera drástica. Por eso, las autoridades apelaron a un cambio de timón importante y sorpresivo: achicar los gastos por tantos viajes, concentraciones y las bajas concurrencias por la poca expectativa que el equipo generó. Rescindió el vínculo con quienes cobraban salarios altos, intercambiando esas piezas por futbolistas del ascenso y baratos en sus pretensiones económicas. 
Insólitamente, Temperley jugó un torneo fantástico, siendo uno de los dos clasificados de su zona (las cuatro que existían contaban con ocho elencos en cada una) y entrando así al octogonal final. Esto le valió que con el bajo presupuesto que había establecido y los resultados obtenidos, le venga como anillo al dedo el mote de Gasoleros.
En el torneo de ocho equipos ya no pudo hacer demasiado por el poderío al que se enfrentaba, perdiendo con Gimnasia de Jujuy (1-3), River Plate (2-3), Rosario Central (0-2), San Lorenzo (2-3) y Estudiantes (0-2). Pudo igualar 1-1 con Atlético Tucumán y le ganó a Talleres de visitante en Córdoba por 3-1. Terminó octavo, pero nadie le quitó la inmensa satisfacción de haber llegado hasta esa instancia.
El diario La Unión publicó un artículo luego del 3 a 1 a Racing Club en el que recitaba:
"¿Sabés cómo le dicen a Temperley?", un silencio ante el interrogante, pues a Temperley le pueden llamar de muchos modos. "Pues... el Gasolero, porque anda mucho y gasta muy poco."

#### Celeste
El apodo Celeste, o su apócope Cele, es debido al color más distintivo de la divisa de la institución. Con este sobrenombre suele denominarse además a sus planteles deportivos en las distintas disciplinas. 
Comparte este apodo con otros clubes que poseen el mismo color distintivo.

### Origen de los colores
Según cuentan algunos vecinos del club, los colores de la casaca se deben a que en la década del 1910, cuando los lecheros bajaban los tarros en distintas estaciones, se guiaban por los colores de las tapas de los mismos. Los de tapa celeste eran para dejar en Temperley, los de Lomas de Zamora eran rojos y los de Banfield estaban pintados de verde.
Lo cierto es que la primera casaca no fue celeste. Debido a los inmigrantes italianos que residían en la zona y que acompañaban al equipo, el primer diseño fue rojo con bolsillo, puños y cuello en verde, imprimiéndole los colores de su bandera al por entonces Centenario Football Club. Con esta vestimenta comenzó a participar en los torneos de fútbol.
Fue en la inauguración de la cancha en la zona de Villa Turdera en 1917 donde se utilizó una bandera celeste como estandarte, lo cual pasó a ser el distinto definitivo del club: celeste por el firmamento.
A lo largo de su historia, Temperley utilizó innumerables colores en su camiseta alternativa: azul y blanca a rayas, roja y blanca a rayas, verde, blanca con franja azul horizontal, amarillo, blanca con una "V" celeste, aurinegra a rayas, rojo, negro, gris, lila y rojo con detalles en verde, similar a la camiseta original ilustrada en la imagen de la izquierda, utilizada en un partido oficial en conmemoración del primer centenario del club.
Hoy en día, de acuerdo al artículo 4.º del estatuto oficial del Club Atlético Temperley, el color representativo de la institución es el celeste pudiéndose utilizar como alternativo el blanco con vivos celestes o todo aquel dentro de la gama del azul.

## Uniforme

### Evolución del conjunto titular
| 1912-1917 | 1917-Presente |

### Camisetas por temporada
- Camisetas 2024

| Titular | Suplente | Tercera | Copa Argentina |  |

- Camisetas 2023

| Titular | Suplente | Tercera |  |

- Camisetas 2022

| Titular | Suplente | Tercera |  |

- Camisetas 2021

| Titular | Suplente | Tercera |  |

- Camisetas 2019-2020

| Titular | Suplente | Tercera |  |

- Camisetas 2018-2019

| Titular | Suplente | Tercera |  |

- Camisetas 2017-2018

| Titular | Suplente | Tercera |  |

- Camisetas 2016-2017

| Titular | Suplente | Tercera |  |

- Camisetas Enero-Junio 2016

| Titular | Suplente | Tercera | Copa Arg. |  |

- Camisetas Mayo-Diciembre 2015

| Titular | Suplente | Tercera | Especial |  |

- Camisetas Febrero-Mayo 2015

| Titular | Suplente |  |

- Camisetas 2014-15

| Titular | Suplente | Tercera | Cuarta |  |

- Camisetas 2013-14

| Titular | Suplente | Tercera |  |

- Camisetas 2013

| Titular | Suplente | Tercera |  |

- Camisetas 2012-13

| Titular | Suplente |  |

### Indumentaria y Proveedores
| Período       | Proveedor  | Patrocinador                | Patrocinador Secundario         | Patrocinador Terciario       |
| ------------- | ---------- | --------------------------- | ------------------------------- | ---------------------------- |
| 1980-1982     | Nanque     | Ninguno                     | Ninguno                         | Ninguno                      |
| 1983-1984     | Adidas     | Cosmos Hotel                | Ninguno                         | Ninguno                      |
| 1985-1986     | Adidas     | Partido de la Costa         | Ninguno                         | Ninguno                      |
| 1986-1987     | Adidas     | Luky                        | Ninguno                         | Ninguno                      |
| 1987-1989     | Nanque     | Ninguno                     | Ninguno                         | Ninguno                      |
| 1989-1993     | Team Foot  | Ninguno                     | Ninguno                         | Ninguno                      |
| 1993          | Nanque     | Taller 4                    |                                 | Ninguno                      |
| 1993-1994     | Nanque     | Akzo Pinturas Miluz Sikkens | Emme                            | Ninguno                      |
| 1994-1995     | Nanque     | Tele Única                  | San José AFJP                   | Ninguno                      |
| 1995-1996     | Uhlsport   | Medicorp                    | Ninguno                         | Ninguno                      |
| 1996-1997     | Uhlsport   | Vitagenol                   | Ninguno                         | Ninguno                      |
| 1998-1999     | Uhlsport   | Volkswagen Strianese        | Ninguno                         | Ninguno                      |
| 1999-2000     | Dana       | Volkswagen Strianese        | Ninguno                         | Ninguno                      |
| 2000-2001     | Dana       | Carsigom                    | Ninguno                         | Ninguno                      |
| 2001-2002     | Dana       | Volkswagen Strianese        | Ninguno                         | Ninguno                      |
| 2002-2004     | Reusch     | Fata Seguros                | Ninguno                         | Ninguno                      |
| 2004-2005     | Reusch     | Aseguradora Federal         | Ninguno                         | Ninguno                      |
| 2005          | Sport 2000 | Cardinal                    | Ninguno                         | Ninguno                      |
| 2005-2007     | Sport 2000 | Ibuprofeno Elisium          | Ninguno                         | Ninguno                      |
| 2007-2009     | Erreà      | Bingo Temperley             |                                 | Ninguno                      |
| 2009-2010     | Ohcan      | Bingo Temperley             | Frigorífico Federal / Carta Sur | Ninguno                      |
| 2010-2011     | Ohcan      | Bingo Temperley             | Ninguno                         | Ninguno                      |
| 2011-2012     | Ohcan      | Bingo Temperley             | Plusmar                         | Ninguno                      |
| 2012-2014     | Ohcan      | Scienza                     | Bingo Temperley                 | Ninguno                      |
| 2015          | Ohcan      | Secco                       | Cetec                           | Scienza                      |
| 2016-2017     | Sport Lyon | Secco                       | Cetec                           | Scienza                      |
| 2018          | Sport Lyon | Secco                       | Cetec                           | Municipio de Lomas de Zamora |
| 2018-2019     | Sport Lyon | Cetec                       | Municipio de Lomas de Zamora    | Prof Seguros                 |
| 2020-2021     | Sport Lyon | Cetec                       | Municipio de Lomas de Zamora    | Uber Eats                    |
| 2021          | Hummel     | Cetec                       | Municipio de Lomas de Zamora    | Billiken                     |
| 2022          | Hummel     | Scienza                     | Ninguno                         | Ninguno                      |
| 2023-2024     | Sport Lyon | Scienza                     | Jeluz                           | Ninguno                      |
| 2025-presente | Sport Lyon | Scienza                     | El Polaco                       | Ninguno                      |

## Área social

### Hinchada
Al igual que la mayoría de los clubes populares argentinos, Temperley tiene su barrabrava denominada "Los Inmortales", mote adoptado luego del resurgimiento del club en 1993.
Es una de las hinchadas más fieles del fútbol argentino, después de todo lo que han vivido su cantidad de aficionados no ha disminuido, y casi siempre podemos observar su estadio lleno y alentando.
Se conmemora el 24 de julio como el Día mundial del hincha de Temperley, cuyo origen se remonta al año 1993 cuando Temperley volvía a jugar un partido oficial por torneos de AFA luego de 2 años, 3 meses y 11 días, ganándole el duelo por 1 a 0 a Tristán Suárez con gol de Walter Céspedes, por el torneo de la Primera C.

### Socios
En el año 2012, año cuando renunció el expresidente Mauro Morrone, la cantidad de socios apenas pasaba los 3.000. Al llegar la nueva dirigencia, con Hernán Lewin, Alberto Lecchi y Sergio Gianturco a la cabeza, se realizaron varias campañas para incrementar la masa societaria.
En la actualidad el club tiene 7.504 socios.
Desde el año 2010, el Estadio Beranger dispone de 2 tribunas para el ingreso de únicamente socios, siendo estas la lateral y la cabecera Mariano "Pepe" Biondi. Dicha disposición la impuso el entonces presidente de la institución, Mauro Morrone.

### Peñas y Filiales
A continuación se nombran las peñas reconocidas por el Club Atlético Temperley:
- Peña Gastón Aguirre (Llavallol)
- Peña Fabián Chucky Orellana (Lanús)
- Peña Hugo White (Capital Federal)
- Peña Gasoleros Ibéricos (Málaga, España)
- Peña Puerto Madryn (Puerto Madryn)
- Peña La Plata y Magdalena, ex peña Hernán Lewin (La Plata y Magdalena)
- Peña Federico Crivelli, ex Peña 24 de Julio (Esteban Echeverría)
- Peña Turdera (Turdera)
- Peña Melisa Tuffner (San Vicente)
- Peña Ricardo Rezza (Lomas de Zamora)

## Datos del club

### Trayectoria
Actualizado hasta la temporada 2024 inclusive.
Total de temporadas en AFA: 106.
 Aclaración: Las temporadas no siempre son equivalentes a los años. Se registran cuatro temporadas cortas: 1986, 2014, 2016 y 2020.
- Temporadas en Primera División: 19 (1923-1926; 1932-1934; 1975-1977; 1983-1986/87 y 2015-2017/18)
- Temporadas en Segunda División: 66
  - en Intermedia: 3 (1920-1922)
  - en Primera B: 5 (1927-1931)
  - en Primera B: 45 (1935-1974 y 1978-1982)
  - en Primera Nacional: 13 (1987/88-1988/89, 1996/97, 1999/00, 2014 y 2018/19-2025)
- Temporadas en Tercera División: 20
  - en Segunda División: 1 (1919)
  - en Primera B Metropolitana: 19 (1989/90-1990/91, 1995/96, 1997/98-1998/99 y 2000/01-2013/14)
- Temporadas en Cuarta División: 2
  - en Primera C: 2 (1993/94-1994/95)
- Temporadas desafiliado: 2 (1991/92-1992/93)

### Estadísticas
- Mejor puesto en un campeonato:
  - Primera A (amateur): 1924 - 2.º Puesto.
  - Primera A (profesional): 1983 - 3.º Puesto - Campeonato Nacional - Semifinales.
  - Primera B: 1974 - 1.º Puesto - Torneo Preparación y ganador Torneo Final Cuadrangular.
  - Primera B Nacional: 2014 - 3.º Puesto - Torneo Transición
  - Primera B Metropolitana: 2013/14 - 2.º Puesto. Ganador del reducido por el ascenso.
  - Primera C: 1994/95 - 1.º Puesto - Torneo Clausura y ganador Partido Final por el ascenso.

- Peor puesto en un campeonato:
  - Primera A: 1975 - 20.º Último puesto.
  - Primera B: 1948 - 10.º Último puesto - Zona Descenso.
  - Primera B Nacional: 1988/89 y 1999/00 - 21.º y 17.º Penúltimo puesto.
  - Primera B Metropolitana: 2010/11 - 18.º Puesto.
  - Primera C: 1993/94 - 13.º Puesto.

- Ubicación en la Tabla histórica de Primera División: 33.º[41]

- Máximo goleador:

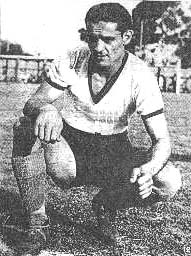
Luciano Agnolín, máximo goleador del Club Atlético Temperley.

  - Luciano Agnolín - 130 goles (desde 1939 hasta 1942).
  - Miguel Donnola - 99 goles (desde 1942 hasta 1952).
  - R. Harguindegui - 86 goles (desde 1945 hasta 1947).
- Arquero menos goleado:
  - Alejandro Coronitti - 109 goles en 111 partidos (0.98 promedio).
  - Fernando Dubra - 78 goles en 74 partidos (1.05 promedio).
  - Héctor Cassé - 210 goles en 185 partidos (1.14 promedio).
- Más partidos disputados:
  - Federico Crivelli - 317 partidos (desde 2002/2010, 2012/2016 y 2020/2022).
  - Oscar Aguilar - 293 partidos (desde 1979 hasta 1990).
  - Heriberto Flores - 270 partidos (desde 1938 hasta 1948).
  - Miguel Donnola - 265 partidos (desde 1942 hasta 1952).
- Actualizado al 20 de marzo de 2016.

### Participaciones en torneos regulares

#### Era amateur
| Competencia              | Posición    |
| ------------------------ | ----------- |
| Segunda División 1919    | 4.º1        |
| División Intermedia 1920 | 6.º 1       |
| División Intermedia 1921 | Zona Sud    |
| División Intermedia 1922 | 1.°         |
| Primera División 1923    | 11.º        |
| Primera División 1924    | Subcampeón  |
| Primera División 1925    | 4.º         |
| Primera División 1926    | Desafiliado |
| Primera División B 1927  | 3.º         |
| Primera División B 1928  | 2.º         |
| Primera División B 1929  | 7.º         |
| Primera División B 1930  | 3.º         |
| Primera División B 1931  | 12.º        |
| Primera División 1932    | 14.º 2      |
| Primera División 1933    | 10.º 2      |
| Primera División 1934    | 15.º 2      |

1Disputado bajo el nombre de "Centenario".
2Disputado bajo el nombre de "Argentino de Temperley".
Fuente: Glorioso Gasolero-Era Amateur

#### Era profesional[42]
| Competencia              | Posición          |
| ------------------------ | ----------------- |
| Segunda División 1935    | 10.º              |
| Segunda División 1936    | 10.º              |
| Segunda División 1937    | 10.º              |
| Segunda División 1938    | 13.º              |
| Segunda División 1939    | 4.º               |
| Segunda División 1940    | 3.º               |
| Segunda División 1941    | 11.º              |
| Segunda División 1942    | 12.º              |
| Segunda División 1943    | 3.º               |
| Segunda División 1944    | 8.º               |
| Segunda División 1945    | 3.º               |
| Segunda División 1946    | 9.º               |
| Segunda División 1947    | 13.º              |
| Segunda División 1948    | 10.º3             |
| Primera B 1949           | 20.º              |
| Primera B 1950           | 11.º              |
| Primera B 1951           | 7.º               |
| Primera B 1952           | 15.º              |
| Primera B 1953           | 17.º              |
| Primera B 1954           | 16.º              |
| Primera B 1955           | 10.º              |
| Primera B 1956           | 5.º               |
| Primera B 1957           | 16.º              |
| Primera B 1958           | 15.º              |
| Primera B 1959           | 14.º              |
| Primera B 1960           | 13.º              |
| Primera B 1961           | 14.º              |
| Primera B 1962           | 11.º              |
| Primera B 1963           | 8.º               |
| Primera B 1964           | 7.º               |
| Primera B 1965           | 7.º               |
| Primera B 1966           | 10.º              |
| Primera B 1967           | 9.º               |
| Primera B 1968           | 7.º               |
| Primera B 1969           | 8.º               |
| Primera B 1970           | 1.º               |
| Primera B 1971           | 9.º               |
| Primera B 1972           | 4.º               |
| Primera B 1973           | 2.º               |
| Primera B 1974           | Campeón           |
| Metropolitano 1975       | 20.º 3            |
| Nacional 1975            | 8.º               |
| Metropolitano 1976       | 1.º               |
| Nacional 1976            | 8.º               |
| Metropolitano 1977       | 22.º              |
| Primera B 1978           | 6.º               |
| Primera B 1979           | 9.º               |
| Primera B 1980           | 10.º              |
| Primera B 1981           | 12.º              |
| Primera B 1982           | Ganador           |
| Nacional 1983            | 3.º Semifinalista |
| Metropolitano 1983       | 12.º              |
| Nacional 1984            | 4.º               |
| Metropolitano 1984       | 13.º              |
| Nacional 1985            | 3.º               |
| Primera División 1985/86 | 15.º              |
| Primera División 1986/87 | 19.º              |
| Nacional B 1987/88       | 18.º              |
| Nacional B 1988/89       | 21.º              |
| Primera B 1989/90        | 12.º              |
| Primera B 1990/91        | 9.º               |
| 1991/92                  | Sin participación |
| 1992/93                  | Sin participación |
| Primera C Apertura 1993  | 5.º               |
| Primera C Clausura 1994  | 13.º              |
| Primera C Apertura 1994  | 6.º               |
| Primera C Clausura 1995  | Campeón           |
| Primera B Apertura 1995  | 7.º               |
| Primera B Clausura 1996  | 3.º               |
| Nacional B 1996/97       | 7.º               |
| Primera B Apertura 1997  | 9.º               |
| Primera B Clausura 1998  | 12.º              |
| Primera B Apertura 1998  | 4.º               |
| Primera B Clausura 1999  | Ganador           |
| Nacional B 1999/00       | 17.º              |
| Primera B 2000/01        | 5.º               |
| Primera B 2001/02        | 13.º              |
| Primera B 2002/03        | 7.º               |
| Primera B Apertura 2003  | 10.º              |
| Primera B Clausura 2004  | 14.º              |
| Primera B Apertura 2004  | 7.º               |
| Primera B Clausura 2005  | 17.º              |
| Primera B 2005/06        | 3.º               |
| Primera B Apertura 2006  | 12.º              |
| Primera B Clausura 2007  | 16.º              |
| Primera B 2007/08        | 12.º              |
| Primera B 2008/09        | 8.º               |
| Primera B 2009/10        | 8.º               |
| Primera B 2010/11        | 18.º              |
| Primera B 2011/12        | 15.º              |
| Primera B 2012/13        | 10.º              |
| Primera B 2013/14        | Ganador           |
| Primera B Nacional 2014  | 3.º               |
| Primera División 2015    | 25.º              |
| Primera División 2016    | 13.º              |
| Primera División 2016/17 | 18.º              |
| Primera División 2017/18 | 25.º              |

3No hubo descensos.
     Campeón.
    Subcampeón.
    Tercer puesto.
     Ascenso.
     Descenso.

### Participaciones en Copa Argentina
| Competencia            | Posición                 |
| ---------------------- | ------------------------ |
| Copa Argentina 2011/12 | Cuarta Fase              |
| Copa Argentina 2012/13 | Segunda Fase             |
| Copa Argentina 2013/14 | Tercera Fase             |
| Copa Argentina 2014/15 | Dieciseisavos de final   |
| Copa Argentina 2015/16 | Treintaidosavos de final |
| Copa Argentina 2016/17 | Dieciseisavos de final   |
| Copa Argentina 2017/18 | Semifinal                |

### Ascensos y descensos

#### Era amateur
- 1919  a División Intermedia de AAF.
- 1922  a Primera División de AAF.
- 1926  a Primera División B de AAAF por la fusión de los torneos amateurs.
- 1932  a Primera División de AAF por fusión.

#### Era profesional
- 1935  Afiliación a Segunda División de AFA
- 1974  a Primera División
- 1977  a Primera B
- 1982  a Primera División
- 1986/87  a Primera B Nacional
- 1988/89  a Primera B
- 1993  Reafiliación a Primera C
- 1994/95  a Primera B
- 1995/96  a Primera B Nacional
- 1996/97  a Primera B
- 1998/99  a Primera B Nacional
- 1999/00  a Primera B
- 2013/14  a Primera B Nacional
- 2014  a Primera División
- 2017/18  a Primera B Nacional

### Goleadas

#### A favor
- En Primera A: 4-0 a Argentinos Juniors en 1976, Atlanta en 1977.
- En Nacional B: 4-0 a Gimnasia (Jujuy) en 1988.
- En Primera B: 10-2 a Sportivo Dock Sud en 1963.
- En Primera B: 8-0 a Estudiantes en 1940.
- En Primera B: 7-1 a San Telmo en 1965.
- En Primera B: 7-2 a Argentino de Rosario en 1945.
- En Primera B: 7-2 a Central Córdoba(Rosario) en 1945.
- En Primera B: 6-0 a Tigre en 1963.
- En Primera B: 6-0 a Los Andes en 1966.
- En Primera B: 6-1 a Defensores de Belgrano en 1945.
- En Primera B: 6-1 a All Boys en 1982.
- En Primera B: 6-3 a Tigre en 1965.
- En Primera B: 5-0 a Tigre en 2003.
- En Primera B: 4-0 a All Boys en 2005.
- En Primera B: 4-0 a Club Social y Deportivo Flandria en 2012.
- En Primera C: 5-0 a Villa San Carlos en 1995.

#### En contra
- En Primera A: 0-6 vs River Plate en 1985.
- En Nacional B: 3-8 vs Lanús en 1987 y Colón en la Primera B 1951.
- En Primera B: 1-7 vs Nueva Chicago en 1941.
- En Primera B: 0-5 vs El Porvenir en 1981 y Deportivo Morón en 1961.
- En Promocional B: 1-7 vs Arsenal en 1968.
- En Primera B: 2-6 vs Arsenal en 1971.
- En Primera B Metropolitana: 0-5 vs Flandria en 2001.

## Jugadores

### Plantel 2025
- Actualizado al 26 de marzo de 2025

- Los equipos argentinos están limitados a tener un cupo máximo de seis jugadores extranjeros, aunque solo cinco podrán firmar la planilla del partido

#### Altas
| Verano               |                |                         |                      |
| Ezequiel Mastrolía   | Guardameta     | Once Caldas             | Libre                |
| Valentín Aguiñagalde | Defensa        | Banfield                | Regresa del préstamo |
| Bruno Duarte         | Defensa        | Deportivo Cuenca        | Libre                |
| Nahuel Genez         | Defensa        | Boca Juniors            | Préstamo             |
| Agustín Lamosa       | Defensa        | San Lorenzo de Almagro  | Préstamo             |
| Diego Magallanes     | Defensa        | Colegiales              | Libre                |
| Federico Milo        | Defensa        | Independiente Rivadavia | Libre                |
| Lorenzo Monti        | Defensa        | Deportivo Merlo         | Libre                |
| Adrián Arregui       | Centrocampista | Alianza Lima            | Libre                |
| Fernando Brandán     | Centrocampista | Chacarita Juniors       | Libre                |
| Gabriel Esparza      | Centrocampista | PSBS Biak               | Libre                |
| Luciano Nieto        | Centrocampista | Universidad Católica    | Libre                |
| Claudio Pombo        | Centrocampista | Chacarita Juniors       | Libre                |
| Agustín Toledo       | Centrocampista | Huracán                 | Regresa del préstamo |
| Gabriel Hauche       | Delantero      | Sarmiento de Junín      | Libre                |
| Mateo Romero         | Delantero      | Crucero del Norte       | Libre                |
| Javier Toledo        | Delantero      | Colón de Santa Fe       | Libre                |
| Invierno             |                |                         |                      |
| -                    | -              | -                       | -                    |

#### Bajas
| Verano              |                |                        |                       |
| Julián García       | Guardameta     | Ituzaingó              | Fin de contrato       |
| Lautaro Maldonado   | Guardameta     | Midland                | Fin de contrato       |
| Francisco Rago      | Guardameta     | Atlanta                | Rescisión de contrato |
| Augusto Aguirre     | Defensa        | Deportes Limache       | Fin de contrato       |
| Nicolás Demartini   | Defensa        | Barracas Central       | Fin de contrato       |
| Mauricio Guzmán     | Defensa        | Tristán Suárez         | Fin de contrato       |
| Jorge Scolari       | Defensa        | Defensores Unidos      | Rescisión de contrato |
| Juan Pablo Segovia  | Defensa        | Defensores de Belgrano | Rescisión de contrato |
| Agustín Sosa        | Defensa        | Deportivo Madryn       | Fin de contrato       |
| Nicolás Da Campo    | Centrocampista | Sport Boys             | Rescisión de contrato |
| Emanuel Ibáñez      | Centrocampista | Comerciantes Unidos    | Rescisión de contrato |
| Juan Imbert         | Centrocampista | Agente libre           | Rescisión de contrato |
| Julián Mavilla      | Centrocampista | Sportivo Las Parejas   | Fin del préstamo      |
| Marcos Arturia      | Delantero      | Talleres de Córdoba    | Fin del préstamo      |
| Lucas Baldunciel    | Delantero      | Almagro                | Rescisión de contrato |
| Franco Camejo       | Delantero      | San Martín de Burzaco  | Fin de contrato       |
| Francisco Ilarregui | Delantero      | Argentinos Juniors     | Fin del préstamo      |
| Guillermo Mac'Kay   | Delantero      | San Martín de Burzaco  | Fin de contrato       |
| Emiliano Saliadarre | Delantero      | Racing                 | Fin del préstamo      |
| Invierno            |                |                        |                       |
| -                   | -              | -                      | -                     |

#### Cesiones
| Jugador          | Posición   | Destino                   | Fin del préstamo |
| ---------------- | ---------- | ------------------------- | ---------------- |
| Jerónimo Pourtau | Guardameta | Arsenal de Sarandí        | 31-12-2025       |
| Lucas Angelini   | Defensa    | Estudiantes de Río Cuarto | 30-06-2025       |
| Pedro Souto      | Defensa    | Independiente Rivadavia   | 31-12-2025       |
| Oswaldo Pacheco  | Defensa    | Liniers                   | 31-12-2025       |
| Facundo Krüger   | Delantero  | Barracas Central          | 31-12-2025       |

## Palmarés

### Torneos nacionales
| Competiciones          | Títulos (2) | Subcampeonatos  |
| ---------------------- | ----------- | --------------- |
| Primera División (0/1) |             | 1924            |
| Segunda División (1/2) | 1974        | 1928 1973       |
| Tercera División (0/2) |             | 2000/01 2013/14 |
| Cuarta División (1/0)  | 1994/95     |                 |

### Otros logros
- Ascensos por reclasificatorio a Primera División (2): 
  - 1982 ascenso por reclasificatorio.
  - 2014 tercer puesto en tabla de la Zona B y en la tabla general.
- Ascensos por reclasificatorio a Primera B Nacional (3):
  - 1995/96
  - 1998/99
  - 2013/14

### Torneos amistosos
- Campeón de la Copa de verano Schneider: 2018

## Récords y hechos destacados
- Equipo con mayor cantidad de goles en una temporada: por el torneo de Primera B de 1945, registrando 129 goles en 40 partidos.[43]
- Goleador con mejor promedio de gol: Luciano Agnolín jugando para Temperley, registrando 130 goles en 133 partidos (0.98 goles por partido).[44]
- Dos ascensos en menor cantidad de tiempo: de la Primera B a la Primera B Nacional, y de la Primera B Nacional a Primera División, en 5 meses y 15 días (138 días), en el año 2014.
- Serie de penales más larga de la historia: en la final del reducido por el ascenso a Primera División contra Atlanta en 1982, Temperley se impuso por 13 a 12 en la serie de penales. Cabe destacar que durante el partido de vuelta, el árbitro cobró un penal por bando, totalizando 28 penales ejecutados en un mismo partido.[45]
- Récord de boletos vendido en la 4ª categoría de fútbol argentino: En su breve paso por la Primera C, en la temporada 1994/1995 Temperley rompió todos los récords de boletos vendidos para esta categoría, superando aún al número vendido tras el paso de Chacarita por la misma divisional años atrás.[46]

## Videojuegos
Temperley ha aparecido en los siguientes videojuegos:

### EA Sports
- FIFA 16
- FIFA 17
- FIFA 18

### Pro Evolution Soccer
- Pro Evolution Soccer 2016 (GB AQUA)1
- Pro Evolution Soccer 2017
- Pro Evolution Soccer 2018

1Entre paréntesis se destaca el nombre ficticio del club en dicha edición.

### PC Fútbol
- PC Fútbol 2000
- PC Fútbol Clausura 2000
- PC Fútbol 2001
- PC Fútbol 2018

## Otros deportes

### Básquetbol
Actualmente el primer equipo de básquet masculino del Club Atlético Temperley se encuentra disputando el Torneo Nacional de Ascenso, la segunda división a nivel nacional.
En 2012 pierde en los play offs de Primera A de la Liga de Capital Federal frente a Platense. Al año siguiente se corona campeón ascendiendo después de varios años a la tercera categoría a nivel nacional, actualmente el Torneo Federal de Básquetbol.
En su debut en esta divisional en la temporada 2014/15, realiza una aceptable campaña, perdiendo en semifinales otra vez frente a Platense, remontando un 0-2 y luego siendo eliminado en el quinto juego sobre la hora por 77 a 75.
En la siguiente temporada 2015/16, finaliza la Fase Regular obteniendo el primer lugar de la División Metropolitana. En la llave Conferencia Sur de los play off, elimina a Pedro Echagüe, San Martín de Junín y Pérfora de Plaza Huincul, todos en el quinto juego definidos de local. En el Final Four disputado en el Estadio Héctor Etchart, elimina en semifinales a Central Entrerriano por 64 a 62 en un juego entretenido, donde luego de estar 11 puntos abajo en el último cuarto, Temperley pasa al frente en el marcador por primera vez a solo 28 segundos del final con un triple de Martín Trímboli, obteniendo así el ascenso por primera vez al Torneo Nacional de Ascenso.
El la final del Final Four vence a Sportivo Las Parejas por 68 a 59, coronándose campeón de la categoría.

#### Ascensos y descensos
- 2010  a Primera B de la Liga de Básquet de Capital Federal.
- 2011  a Primera A de la Liga de Básquet de Capital Federal.
- 2013  al Torneo Federal de Básquetbol.
- 2015/16  al Torneo Nacional de Ascenso.

#### Microestadio
El Microestadio Alejandro "Palo" Metz se encuentra dentro de la misma sede del club y cuenta con capacidad para 1200 personas, siendo ampliado en 2011 con la construcción de una tribuna lateral inaugurada frente a River Plate en un amistoso.

### Balonmano
El balonmano (o handball) es competitivo en el Club Atlético Temperley desde el Torneo Apertura 2008 en la Asociación Sureña de Balonmano (ASBal).
Asimismo, varios de sus jugadores han representado a la Asociación Sureña en Torneos Argentinos de Selecciones.
- Torneo Apertura 2008 - 6.º lugar

- Torneo Clausura 2008 - 8.º lugar

- Torneo Apertura 2009 - 6.º lugar

- Torneo Clausura 2009 - 4.º lugar

- Torneo Apertura 2010 -  Subcampeón

- Torneo Clausura 2010 -  Tercero

- Torneo Apertura 2011 -  Subcampeón

- Torneo Clausura 2011 -  Campeón
- Torneo Apertura 2012 -  Campeón
- Torneo Clausura 2012 -  Campeón
- Torneo Apertura 2013 -  Campeón

### Tenis
Actualmente el club cuenta con 7 canchas iluminadas de polvo de ladrillo.
Durante fines de la década del ´80 y gran parte de los ´90 el tenis social de Temperley tuvo un auge sin igual. Numerosas figuras pasaron por el club considerado un verdadero "semillero" de la zona sur. Grande y recordado fue el trabajo de Don Jorge Hospital el "eterno" capitán de los numerosos equipos de menores que por esos años representaba con orgullo al club. Dicho dirigente le imprimió su empuje y sobre todo una total dedicación ad-honorem a dicha disciplina. Sobre todo organizando y haciendo un seguimiento pormenorizado de los triunfos y derrotas de los por entonces innumerables niños y niñas que jugaban. Memorables son sus carpetas y afiches donde aplaudía y daba ánimos a los jugadores con grandes letreros en el entonces quincho de tenis, hoy devenido en inconsulto salón de fiestas. El tenis celeste esta en deuda con el fallecido dirigente.
De las primigenias 4 canchas se pasa a la realización de 3 más en el predio ganado al ferrocarril. Eso hablaba del crecimiento de la disciplina llegando a contar con más de 400 socios activos. Este crecimiento tuvo aparejado algunos "roces" con los simpatizantes del fútbol ya que no vieron con buenos ojos el hecho de haber "ocupado" la por entonces "canchita del fondo". Era la época de la mejor Gabriela Sabattini y sus duelos con Steffi Graf. Familias enteras disfutaban del deporte blanco y este se imponía en cantidad de socios y sobre todo en resultados. Se autofinanciaba y jamás provocó gastos a la administración central del club. Se iluminaron las dos primeras canchas y se acondicionaron los vestuarios. Se presentaron más de 15 equipos de menores y una docena de equipos de mayores con continuidad.
Jugadores de la talla de Hernán Gumy, Gastón Gaudio, Mariano Zabaletta, Cristian Segni entre tantos, pasaron por la Institución formándose y desarrollando su nivel de juego. Más localmente jugadores como los hermanos Laura y Diego Herrán, los hermanos Jorge y Manuel Rodríguez del Rey, los hermanos Calviño, Conti, Gogzman, Tirotta, Gaudio, Manghi, Amado, Coppola, Alonso, los hermanos Faustinelli, Barbieri, la familia Rodríguez, Orellana, etc, representaron al "cele" y dejaron bien en alto el nombre del club. Ya que era una institución sin antecedentes tenísticos en tanto que dicha disciplina siempre se emparentó con clubes de alcurnia y no sociales como era el caso del "cele". Sin embargo y a través del esfuerzo de la dirigencia y sobre todo de los familiares los equipos se presentaban y disputaban los interclubes auspiciados por la AAT con resultados más que alentadores. Entrenadores de primer nivel como Ricardo Peters, Miguel Diamantópulos, Claudio Sade, "profes" que se habían formado de alguna manera en las canchas del club, aportaron su enseñanza.
La quiebra y la economía jugaron en contra de la continuidad de la época dorada del tenis y este fue disminuyendo en cantidad y en calidad. Sin embargo aún en la actualidad jugadores que de niños habían representado al club y pasaron gran parte de su vida en la institución hoy son entrenadores y siguen jugando, tal es el caso de Diego Herrán que a sus 30 años es el actual campeón nacional de su categoría y profe en su querido "cele".